# Jacques Van Melkebeke
Vous lisez un « bon article » labellisé en 2024.
Jacques Van Melkebeke, né le 12 décembre 1904 à Bruxelles et mort le 8 juin 1983 dans la même ville, est un peintre, illustrateur, journaliste, écrivain et scénariste de bande dessinée belge.
Enfant du quartier populaire des Marolles aux origines modestes, Jacques Van Melkebeke se passionne très tôt pour le dessin, la littérature et le cinéma, qui lui apparaissent comme des moyens de s'évader d'un quotidien misérable. Pendant sa scolarité, il se lie d'amitié avec Edgar P. Jacobs, les deux hommes partageant leur goût pour le fantastique, le cinéma expressionniste, les mythes et les mystères des civilisations anciennes ou disparues. Élève de l'Académie royale des beaux-arts, Jacques Van Melkebeke rêve d'une carrière de peintre, sans toutefois pouvoir vivre de son art. Durant l'entre-deux-guerres, il gagne péniblement sa vie en pratiquant la retouche photographique et en réalisant divers travaux d'illustration. Ses œuvres sont exposées pour la première fois au Palais des Beaux-Arts en 1939.
En juin 1940, il rejoint la rédaction du Soir, journal contrôlé par la propagande nazie dès les premiers jours de l'occupation allemande de la Belgique. Jacques Van Melkebeke y tient la page destinée aux enfants, avant d'assister Hergé pour la création du supplément Le Soir-Jeunesse. Il participe d'ailleurs à l'écriture de plusieurs Aventures de Tintin, en particulier Le Secret de La Licorne et Les Sept Boules de cristal, apportant au dessinateur un grand nombre de références littéraires et culturelles que ce dernier intègre à ses scénarios.
Devenu journaliste par opportunisme plutôt que par attrait pour l'actualité et la politique, Jacques Van Melkebeke multiplie les contributions dans plusieurs titres de presse, notamment au Nouveau Journal qui lui confie sa rubrique artistique. Son activité pour différents quotidiens propagandistes et collaborationnistes lui vaut d'être inquiété à la libération du pays : épargné par les expéditions punitives menées contre les personnalités aux comportements jugés inciviques pendant l'occupation, il est finalement arrêté et incarcéré une première fois à la fin de l'année 1944, avant d'entrer dans la clandestinité. Premier rédacteur en chef du journal Tintin en 1946, il est rattrapé par la justice et de nouveau incarcéré à la prison du Petit-Château entre octobre 1947 et novembre 1949.
Après sa libération, Jacques Van Melkebeke reprend ses activités sous couvert d'anonymat. Il travaille alors dans l'ombre des grands créateurs de la bande dessinée franco-belge, contribuant notamment aux aventures de Corentin de Paul Cuvelier ou à la série Hassan et Kaddour de Jacques Laudy dont il écrit plusieurs scénarios. Surtout, il assiste son ami Edgar P. Jacobs dans l'élaboration méthodique des scénarios de Blake et Mortimer, servant notamment de modèle au personnage de Philip Mortimer. En parallèle, il poursuit ses activités de peintre, sans toutefois accéder à une certaine forme de reconnaissance malgré quelques expositions ponctuelles.

## Biographie

### Jeunes années (1904-1916)

#### Naissance et origines familiales

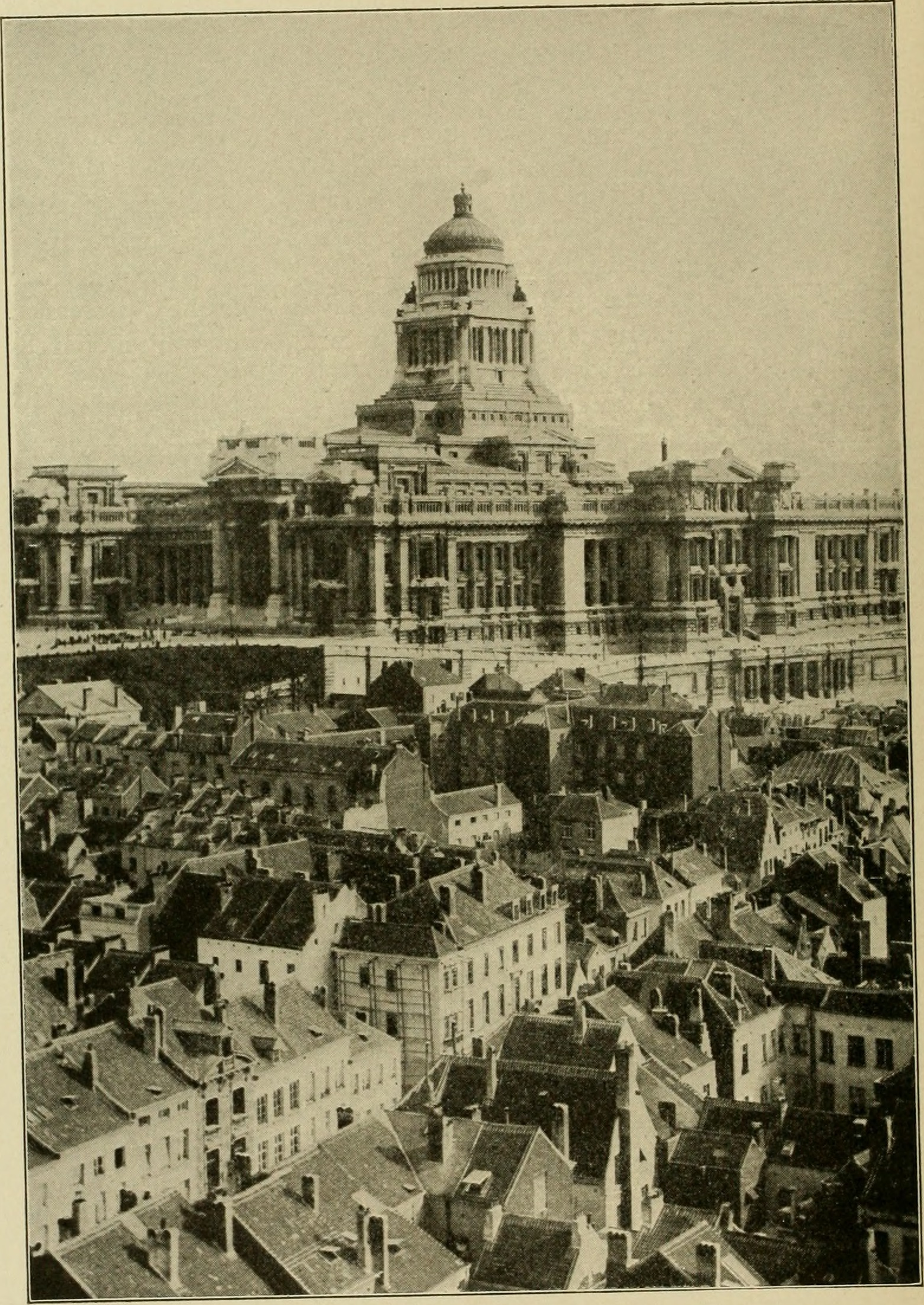
Vue de Bruxelles en 1914.

Jacques Alexandre Van Melkebeke naît le 12 décembre 1904 dans l'appartement à l'étage du cabaret « Chez Jacques », situé dans la rue des Alexiens, au cœur du quartier populaire des Marolles à Bruxelles,. L'établissement est tenu par Jacques Olbrechts, marié à Eulalie Thijs, une piqueuse de bottines ayant deux filles d'un premier mariage. La cadette, Alphonsine, s'éprend d'Évrard Van Melkebeke, le fils d'un ébéniste de la même rue. De leur union naît Jacques, surnommé « l'avorton » par sa grand-mère Eulalie, qui voit ce mariage d'un mauvais œil.
Pour s'éloigner de sa belle-famille, Évrard Van Melkebeke s'établit avec sa femme et son fils dans un magasin de papier peint de la rue du Parc Élisabeth, dans la commune de Koekelberg, où il exerce la profession de tapissier. Quelques années plus tard, Alphonsine Van Melkebeke quitte son mari et revient s'installer avec Jacques chez ses parents, rue des Alexiens.
Jacques Van Melkebeke fréquente d'abord un établissement scolaire tenu par les Sœurs de Saint-Vincent-de-Paul, avant de rejoindre à la rentrée de 1910 l'école communale no 10 de la rue de Rollebeek. Ses camarades et son institutrice remarquent ses prédispositions pour le dessin mais à la maison, l'enfant grandit dans l'indifférence voire l'hostilité de ses grands-parents. Ses résultats scolaires déclinent à partir de la classe de troisième. Élève peu rigoureux et manquant d'intérêt pour les mathématiques, Jacques Van Melkebeke ne se satisfait pas non plus des cours dispensés en dessin, où les travaux sont notés pour leur propreté et non pour leur originalité. Placé en fond de classe, l'enfant doit également composer avec sa myopie, que des lunettes aux montures en acier bon marché peinent à compenser.

#### Un«ketje»[4]de Bruxelles épris de lecture

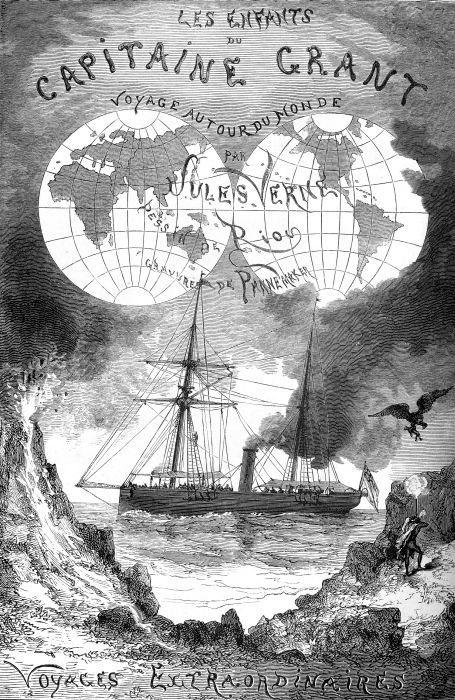
Les Enfants du capitaine Grant de Jules Verne, l'une des lectures favorites de Van Melkebeke.

Jacques Van Melkebeke est décrit comme un enfant espiègle : « ses premières années ressemblent à un roman de Dickens ponctué de gags à la Quick et Flupke », selon l'expression de son biographe Benoît Mouchart. Amateur de farces et attrapes, il fréquente régulièrement le « Palais des cotillons », un magasin de la rue du Lombard où il achète notamment de la poudre à éternuer qu'il se plaît à répandre dans les salles de spectacles. Dès son plus jeune âge, il est fasciné par le cirque et les projections cinématographiques en plein air de la place de Brouckère. L'enfant trouve ainsi refuge contre la misère de son enfance dans la littérature et le cinéma. Il affectionne particulièrement les westerns de Joë Hamman, les péplums comme Quo vadis ?, Les Derniers Jours de Pompéi ou Marc-Antoine et Cléopâtre, mais également les adaptations cinématographiques des aventures de Zigomar ou Fantômas. Un film le marque profondément, l'adaptation d'un roman de Jules Verne, Les Enfants du capitaine Grant, projeté à l'Excelsior.
Jacques Van Melkebeke s'évade également de son quotidien à travers la lecture, une activité qu'il pratique pendant des heures entières, comme cédant à une « boulimie de livres ». Sa mère lui achète une édition du Larousse des écoles mais son choix se porte davantage sur des ouvrages de fiction. Délaissant les livres de la bibliothèque de son école, il se procure de nombreux romans de la bibliothèque municipale par l'intermédiaire d'une locataire de son immeuble de la rue des Alexiens. C'est ainsi qu'il se passionne pour Les Trois Mousquetaires d'Alexandre Dumas, L'Île du docteur Moreau d'H. G. Wells, les aventures de Rouletabille ou L'Épouse du Soleil de Gaston Leroux, ou encore les Voyages extraordinaires de Jules Verne, en particulier Les Enfants du capitaine Grant, dont il apprend par cœur certains passages. Les fictions d'Arthur Conan Doyle, Gustave Le Rouge, Paul Féval, Michel Zévaco, Émile Gaboriau, Thomas Mayne Reid, James Fenimore Cooper, Charles Dickens et Erckmann-Chatrian complètent son imaginaire.
Il fréquente chaque dimanche le Vieux Marché de la place du Jeu de Balle pour dénicher à moindre coût de nouvelles lectures et découvre des ouvrages plus complexes comme ceux de Victor Hugo, Alfred de Vigny, William Shakespeare ou encore la Divine Comédie de Dante, mais aussi des lectures pour enfants comme les aventures de Buffalo Bill, le héros du Far-West (périodique), de Nat Pinkerton, des Pieds nickelés, ou les romans-feuilletons publiés dans L'Intrépide ou Le Petit Illustré.
Jacques Van Melkebeke se passionne également pour les jeux de rues, et fréquente certains garnements du quartier des Marolles. Profondément athée, il ressent néanmoins, dès son plus jeune âge, une certaine fascination pour le paranormal.

### Études et formation (1916-1924)

#### Rencontre d'Edgar P. Jacobs et entrée à l'Académie des beaux-arts

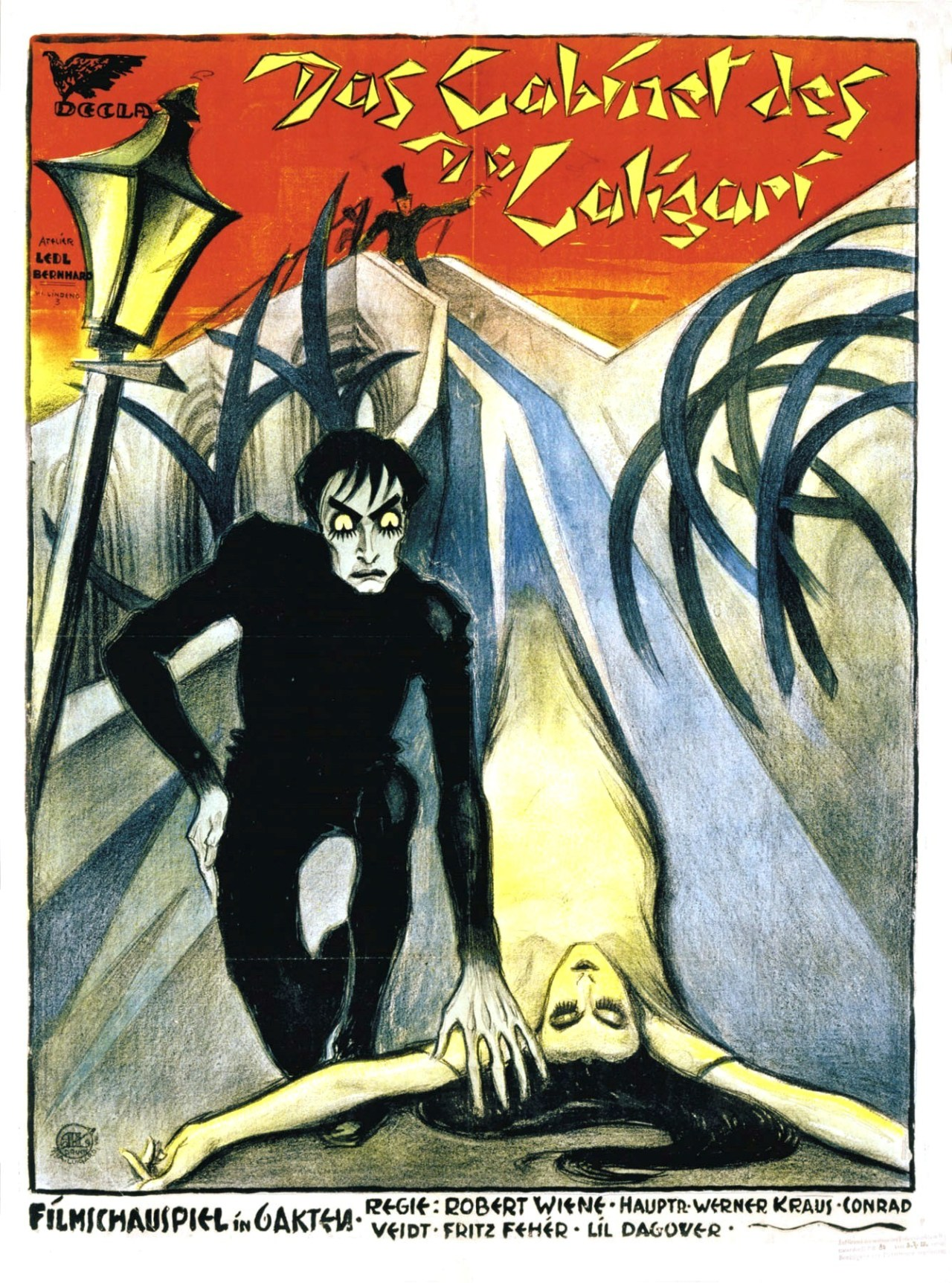
Le Cabinet du docteur Caligari, comme d'autres films expressionnistes, impressionne Jacques Van Melkebeke.

En 1916, Jacques Van Melkebeke entre au 4e degré commercial de l'école no 1 de la rue des Sols, en vue d'obtenir un poste d'employé aux écritures. Il y rencontre Edgard Jacobs, amateur comme lui de dessin. D'abord rivaux, les deux hommes se retrouvent dans la même classe en 1917 et nouent alors des liens d'amitié indéfectibles,. Bien que de caractères dissemblables, Jacobs étant plutôt réservé quand Van Melkebeke se montre volontiers frondeur, voire insolent, les deux amis partagent leur passion pour les arts plastiques et la fiction fantastique. Quand ils ne sont pas à l'école, ils se plongent dans les sept volumes du Nouveau Larousse, fréquentent les musées du parc du Cinquantenaire ou assistent à de nombreux opéras et projections cinématographiques.
Pendant l'été 1918, son grand-père meurt et Jacques Van Melkebeke devient l'homme de la maison. Il reçoit une montre et adopte la coiffure qu'il conserve toute sa vie, avec la raie sur le côté. Sa tenue vestimentaire est plus négligée, ce qui lui vaut les reproches de Jacobs qui déplore son absence de sens esthétique et son style bohème. Van Melkebeke affiche son goût pour le romantisme et une certaine esthétique macabre jusque sur les murs de sa chambre : il acquiert de sinistres objets décoratifs et recouvre son plafond de peinture noire constellée d'étoiles d'argent. Il se passionne alors pour les œuvres de Charles Baudelaire, Edgar Allan Poe et Rudyard Kipling. Jacobs et lui découvrent les premiers films du cinéma expressionniste allemand, en particulier Le Cabinet du docteur Caligari, dont l'atmosphère cauchemardesque les marque durablement.

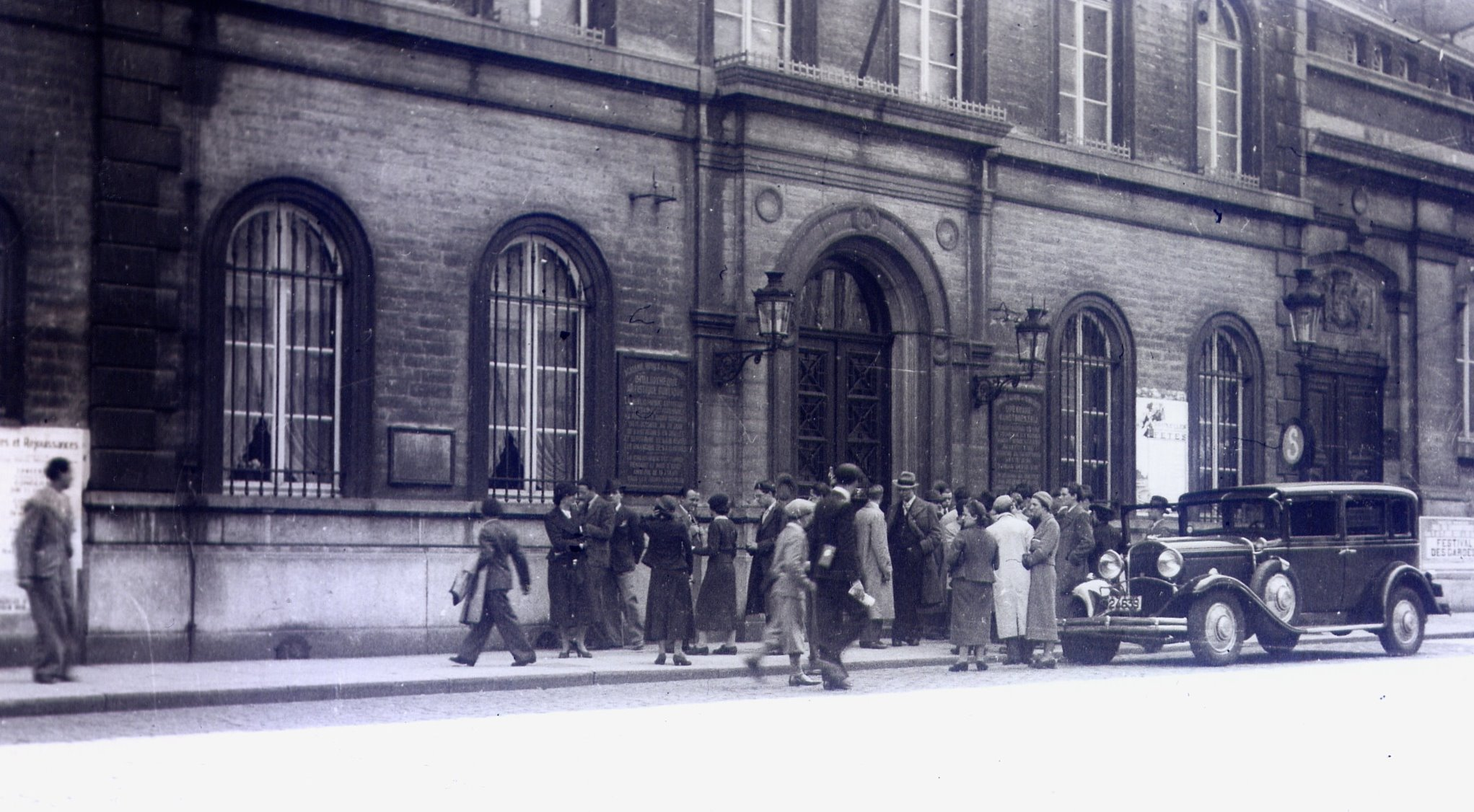
L'Académie des Beaux-Arts de Bruxelles en juin 1935.

Les deux amis préparent l'examen d'entrée à l'Académie des beaux-arts de Bruxelles et sont reçus au mois d'octobre 1919 à la section « Décoration », dirigée par Louis-Charles Crespin. Van Melkebeke choisit l'option « dessin linéaire » tandis que Jacobs opte pour la section « tête antique ». Les cours ne le passionnent guère et au début de l'année 1921, Jacques Van Melkebeke quitte l'Académie pour entrer dans la vie active. Il est engagé à la « Compagnie des Indes » de la rue des Sablons en qualité d'apprenti dessinateur de dentelles.

#### Premiers travaux et cours à l'école de Saint-Josse-ten-Noode
Ce travail répétitif lui convient peu et, le soir, il se consacre librement au dessin à la plume et à l'aquarelle en s'inspirant des œuvres de l'illustrateur anglais Arthur Rackham. Il examine également les ouvrages d'art de la bibliothèque de l'Académie, recopiant notamment des œuvres de Paul Cézanne, Albrecht Dürer et Gustave Doré. Il étudie par ailleurs pendant plusieurs semaines L'Histoire ancienne des peuples de l'Orient classique de l'égyptologue Gaston Maspero.
Jacques Van Melkebeke quitte la Compagnie des Indes au début de l'année 1923 et multiplie les expériences : il travaille pendant deux semaines dans une agence de dessin publicitaire puis une semaine en tant qu'assistant de Cuyck, le dessinateur-phare de la revue sportive Englebert Magazine. Il découvre ensuite la retouche de film négatif et propose ses services aux photographes de la ville. Edgard Jacobs le rejoint dans cette activité qui leur octroie beaucoup de temps libre et leur permet de se réinscrire aux cours de jour de l'Académie des beaux-arts, désormais dirigée par l'architecte Victor Horta, pionnier de l'Art nouveau. Le soir, ils assistent également aux cours de l'école de dessin de Saint-Josse-ten-Noode, sous la direction du peintre symboliste Henri Ottevaere. Ce dernier repère vite le sens de la composition de Van Melkebeke et lui propose de venir dessiner dans sa classe d'après des modèles vivants. Il s'initie alors au nu féminin qui demeure l'un de ses sujets de prédilection tout au long de sa carrière.
À la rentrée 1923, ses progrès lui permettent d'intégrer la classe « Faune et flore » du peintre animalier Frans van Damme. Il y rencontre Jacques Laudy, fils du portraitiste officiel de la famille royale Jean Laudy. Grand admirateur de l'Écosse médiévale, Jacques Laudy est un jeune homme excentrique qui joue de la cornemuse à partir d'un instrument qu'il a lui-même fabriqué et qui refuse la technologie moderne. Les deux hommes nouent une solide amitié, partageant leur passion pour l'étrange et la métaphysique. Van Melkebeke lui présente Jacobs et les trois hommes forment alors un groupe d'amis inséparables, s'adonnant parfois au spiritisme.

### Peintre en quête de reconnaissance (1925-1940)

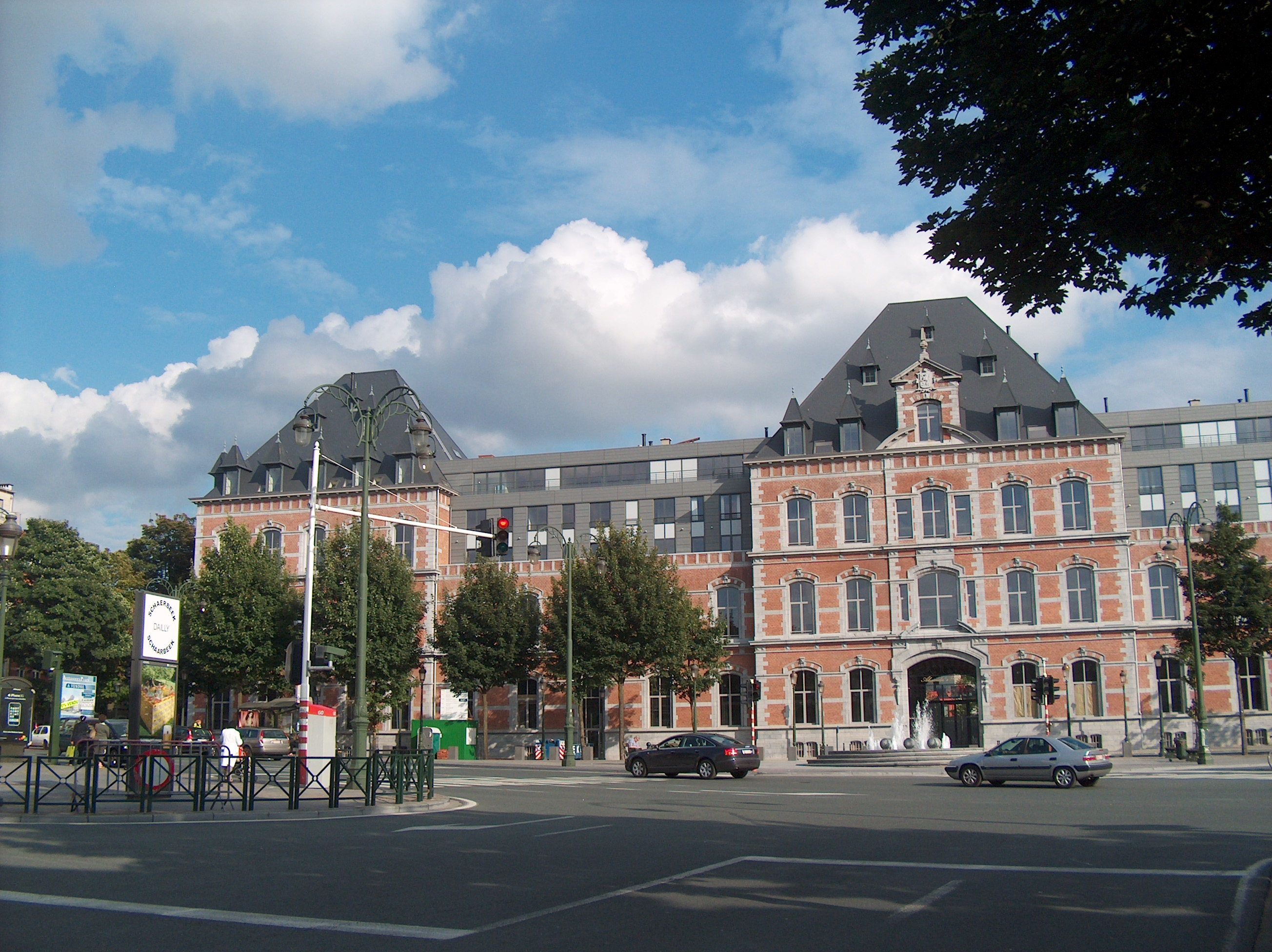
La caserne Prince Baudouin de Schaerbeek, où Van Melkebeke effectue son service militaire.

En février 1925, Jacques Van Melkebeke est appelé à effectuer son service militaire au 1er régiment de carabiniers établi à la caserne Prince Baudouin de Schaerbeek. Il intègre la compagnie « Dépôts et parcs » et bénéficie d'un traitement de faveur en sa qualité de peintre. Il réalise une série de tableaux paysagers pour décorer le mess des officiers puis reçoit la commande d'une toile monumentale à la gloire des sous-officiers carabiniers morts pour la Belgique, qu'il achève à la veille de sa démobilisation, en février 1926.
De retour à la vie civile, il reprend son travail de retouche photographique et exécute quelques travaux alimentaires, comme la décoration de la vitrine d'un charcutier bruxellois. Il fréquente notamment le peintre Jacques Maes et prend l'habitude de lire à voix haute des œuvres de Paul Morand et Georges Simenon pendant les dîners que ce dernier organise avec sa femme. À la fin de l'année 1926, Jacques Van Melkebeke présente pour la première fois ses tableaux lors de l'exposition Jeune Peinture organisée à la galerie Giroux. Il expose l'année suivante à la galerie Kodak mais ne parvient pas encore à vivre de son art. Un premier acheteur lui propose d'acquérir quelques tableaux en échange d'une somme modeste et de quelques vieux vêtements.
En parallèle de ses activités de peinture, Jacques Van Melkebeke s'initie au théâtre avec son ami Edgard Jacobs et campe quelques rôles de figurants, notamment dans La Malédiction, la pièce en un acte écrite par ce dernier et dont l'action se déroule à bord d'un navire pirate. La troupe obtient quelques représentations dans l'agglomération bruxelloise mais son succès est très limité, aussi Van Melkebeke choisit-il d'abandonner la scène. En 1930, il effectue un voyage à Paris pour visiter le musée du Louvre et admirer les chefs-d'œuvre des grands maîtres de la peinture. De retour à Bruxelles, il suit les cours du peintre Alfred Bastien grâce au parrainage de l'aquafortiste Désiré Naeyaert. À la fin de l'année, il remporte le concours de composition, ce qui lui permet pour la première fois de disposer d'un atelier et d'une bourse qui lui permet d'engager un modèle pour une durée de cent-cinquante heures. Il travaille comme assistant d'Alfred Bastien qui doit honorer de nombreuses commandes, et c'est ainsi qu'il réalise, avec l'aide de Jacobs, quatre dioramas sur le thème de la lutte contre le feu.
Pour compléter ses revenus, Jacques Van Melkebeke multiplie les tâches. Il travaille un temps avec son ami Jacques Laudy pour un constructeur de modèles réduits, puis donne des cours particuliers de dessin par l'intermédiaire d'un autre de ses amis, Jean de Wouters. Il enseigne également l'histoire de l'art à l'école américaine Washington Hall de Bruxelles, un poste qu'il conserve jusqu'en 1940.
Sur le plan artistique, il prépare une série d'illustrations des œuvres de François Rabelais. L'un de ses amis, l'avocat anversois Bob Claessens, l'encourage à présenter ses œuvres, et c'est chez la sœur de ce dernier qu'il rencontre Ginette Duchesne, la fille du premier officier belge mort pendant la Première Guerre mondiale. Cette dernière accepte immédiatement de poser pour lui, et leur relation devient amoureuse. Ils se marient le 8 janvier 1936 et s'installent à Ixelles, dans un appartement de l'immeuble situé au no 66 de la rue de Florence. Grâce à son épouse, Jacques Van Melkebeke prend plus d'assurance en société. En 1937, il entre en franc-maçonnerie, initié à la loge mixte du « Droit humain » mais, peu sensible aux rituels maçonniques, il démissionne dans le courant de l'année 1938.
Sa carrière de peintre connaît une nouvelle évolution : en mars 1939, ses œuvres sont exposées dans trois salles du Palais des Beaux-Arts et reçoivent un accueil favorable. Le critique d'art Richard Dupierreux en dresse un compte-rendu élogieux dans Le Soir. Dans le même temps, Van Melkebeke réalise quelques travaux pour la presse. Sous le pseudonyme de Jack Obs, il assure ainsi la traduction du polar L'Homme insaisissable de l'auteur britannique Seamark, agrémenté d'illustrations, pour le journal Spirou.

### Activités de journalisme sous l'Occupation (1940-1944)

#### Premiers articles dans le «Soirvolé»

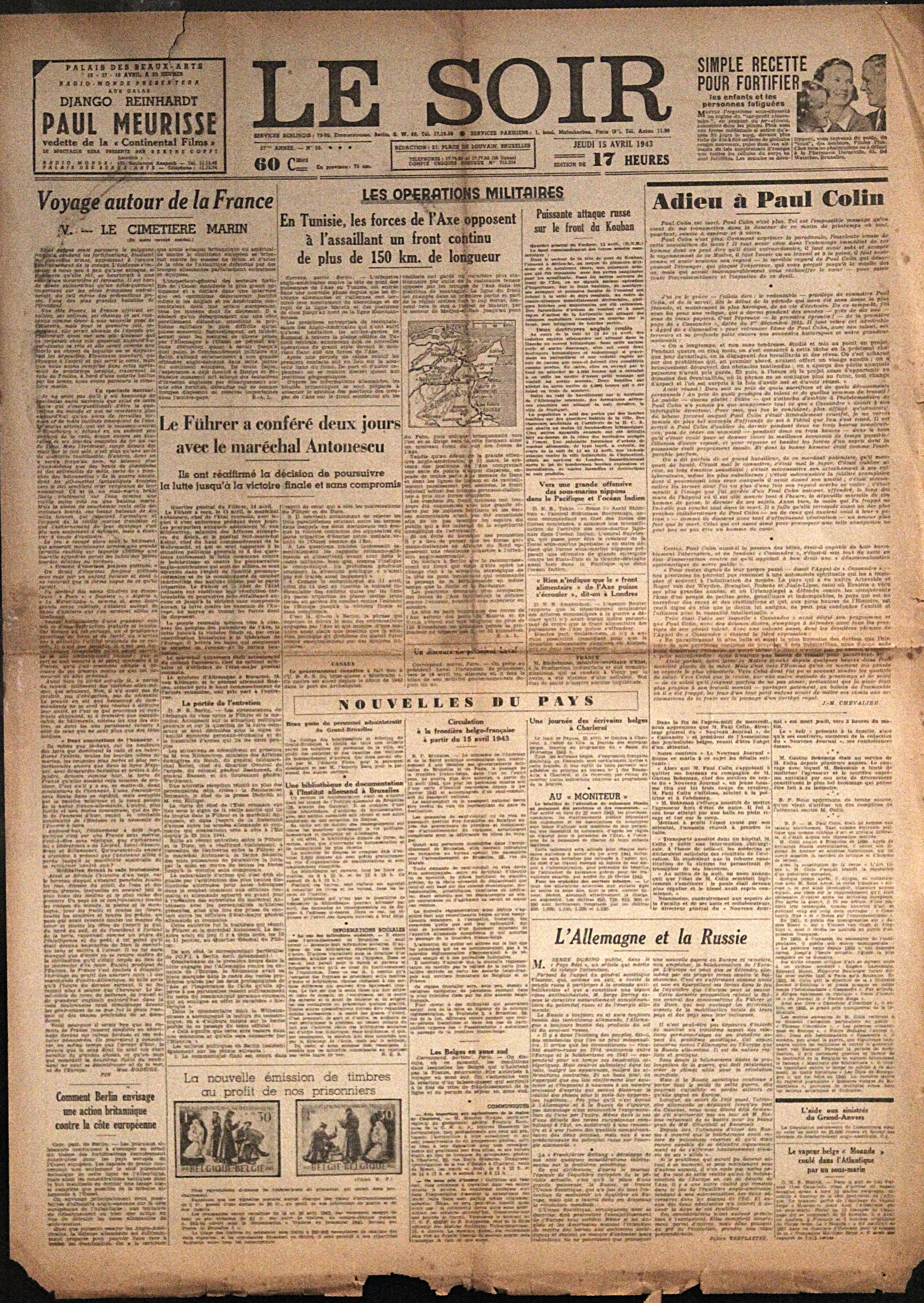
Le Soir, journal « volé » sous l'Occupation.

L'invasion de la Belgique par les troupes allemandes le 10 mai 1940 plonge le pays dans le chaos. Alors que sa femme Ginette et leur fille Chantal suivent l'exode et se réfugient à La Panne puis Berck-Plage, en France, Jacques Van Melkebeke répond aux appels de mobilisation générale et tente de rejoindre Ypres, en vain. Il regagne Bruxelles le 28 mai, le jour de la capitulation belge. Le soir-même, il dîne chez son amie Suzanne Duchaîne, et cette dernière intercède en sa faveur quelques jours plus tard en l'incitant à rejoindre la rédaction du Soir. Premier quotidien du pays en nombre d'exemplaires vendus, Le Soir poursuit sa publication, malgré le départ de l'ensemble de sa rédaction, sous l'impulsion de journalistes collaborateurs. La propagande nazie, contre la volonté des propriétaires du journal, en fait alors « un instrument privilégié de pénétration de l'opinion publique », ce qui lui vaut d'être surnommé « Le Soir volé » par une partie de la population. Pour Jacques Van Melkebeke, travailler au Soir est une opportunité car il ne dispose alors pour vivre que d'une allocation hebdomadaire de 50 francs, versée par le Secours Civil, une somme d'autant plus insuffisante qu'il doit entretenir sa mère, trop faible pour quitter le pays.

Il est engagé pour animer la page jeunesse du quotidien, contre une rémunération hebdomadaire de 600 francs. Il publie son premier article le 20 juin 1940, interpelant ses futurs lecteurs : 

« Mes chers enfants, voici une page composée pour vous, dessinée pour vous. Chaque semaine, le jeudi, vous trouverez ici des choses amusantes, des contes, des images, surtout des images ! Nous nous promènerons ensemble dans le beau jardin des légendes, nous arrêtant de temps en temps plus longuement pour une histoire particulièrement passionnante. […] Avez-vous lu mon nom ? Un peu long, un peu difficile à prononcer, n'est-ce pas ? Eh bien appelez-moi Jacques, l'ami Jacques tout bonnement. Entendu ? »

— Le Soir, 20 juin 1940
Il choisit dans un premier temps d'illustrer Les Aventures du Baron de Crac, une adaptation du baron de Münchhausen par l'humoriste Cami. À partir du 12 juillet suivant, il tient également une chronique hebdomadaire consacrée aux techniques cinématographiques, intitulée « Du studio à l'écran ». En septembre, il remplace Le Baron de Crac par une adaptation de Gargantua, et assure l'illustration des chroniques théâtrales de Marcel Dehaye.

#### Le Soir-Jeunesse

Logo du Soir-Jeunesse.

La page jeunesse du Soir ne satisfait pas pleinement son rédacteur en chef Raymond De Becker, aussi ce dernier parvient-il à convaincre le dessinateur Hergé de rejoindre la rédaction pour créer un nouveau supplément, Le Soir-Jeunesse, sur le modèle du Petit Vingtième qui assurait la diffusion des Aventures de Tintin jusqu'à l'invasion allemande. Jacques Van Melkebeke et Paul Jamin, dit « Jam », assistent Hergé dans la réalisation de ce supplément dont le premier numéro paraît le 17 octobre. Il contient une nouvelle aventure de Tintin, Le Crabe aux pinces d'or, mais également Hans le rude, un conte des frères Grimm illustré par Van Melkebeke et publié sur une double page,. Le succès du Soir-Jeunesse est immédiat, et Van Melkebeke y publie ensuite un long roman-feuilleton inspiré de la vie de Buffalo Bill, avant de reprendre les Aventures du Baron de Crac.

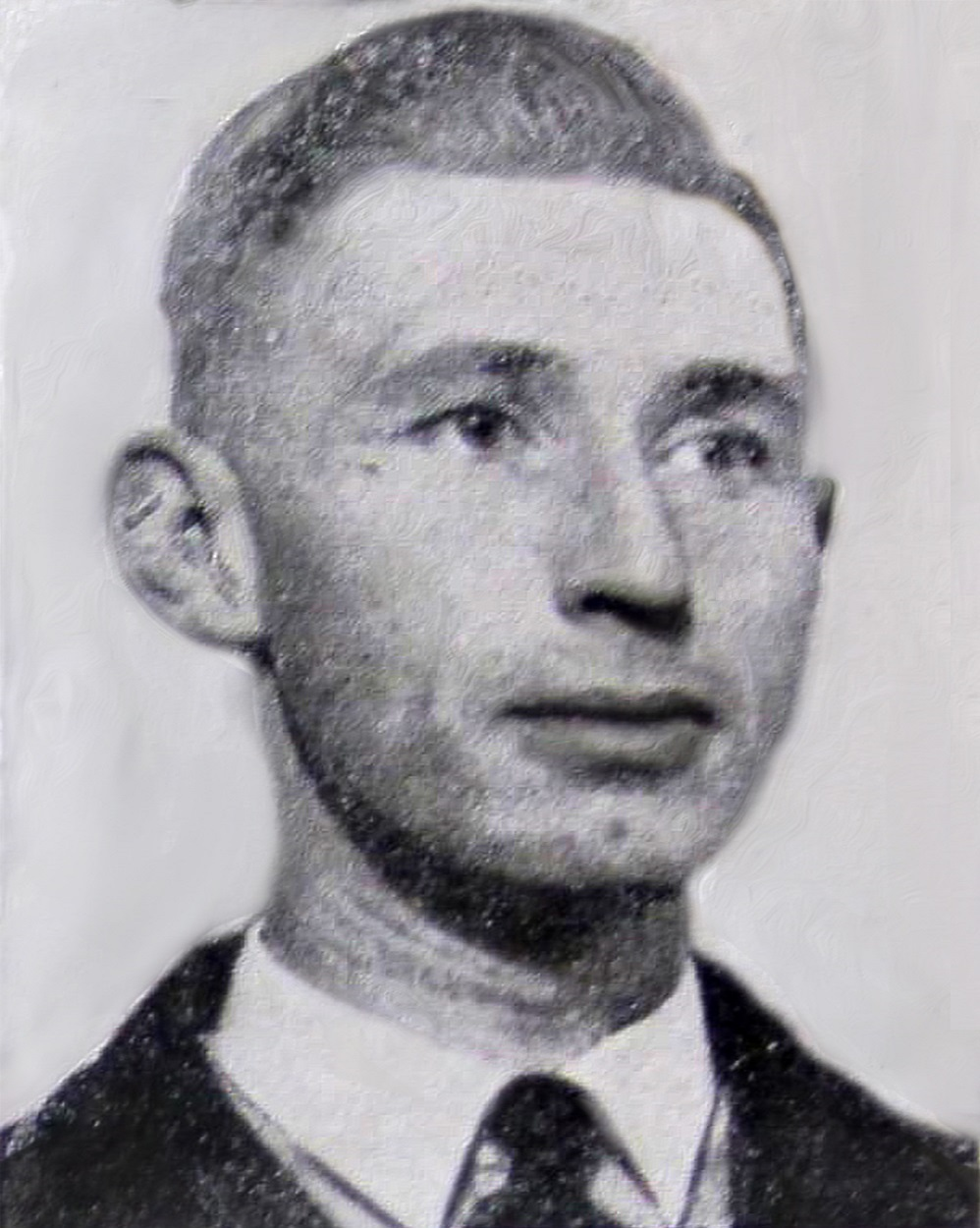
Hergé dans les années 1940.

Entre Hergé et Van Melkebeke, l'entente est parfaite. Ensemble, les deux hommes écrivent deux pièces de théâtre adaptées des Aventures de Tintin. La première, Tintin aux Indes ou le Mystère du diamant bleu, est jouée à partir du 15 avril 1941 au Théâtre royal des Galeries de Bruxelles, et c'est lors de la première représentation que Van Melkebeke présente son ami Edgar P. Jacobs au créateur de Tintin. L'intrigue, inspirée des romans à énigmes anglais, conduit le héros sur la piste de voleurs d'un diamant entre l'Inde et la Syldavie. La deuxième pièce, Monsieur Boullock a disparu, est jouée de décembre 1941 à janvier 1942. Il s'agit alors pour Tintin de retrouver la trace de l'inventeur d'une machine à détecter la vérité pour reconnaître lequel des deux hommes prétendant être Monsieur Boullock, un milliardaire, dit vrai. La collaboration entre Hergé et Van Melkebeke est efficace : il leur faut deux semaines pour écrire la première pièce et moins de dix jours pour concevoir la deuxième.

#### Aux côtés d'Hergé
Entre-temps, la pénurie de papier conduit la rédaction du Soir à supprimer Le Soir-Jeunesse. Hergé intercède auprès de Raymond De Becker pour que Jacques Van Melkebeke soit conservé. Ce dernier est alors engagé comme rédacteur fixe, au salaire mensuel de 3 500 francs. Il s'occupe notamment des éphémérides, des programmes des spectacles, des faits divers ou encore de la chronique du cinéma, en collaboration avec Georges Pirsch. En parallèle, Hergé sollicite Van Melkebeke pour qu'il lui fournisse des éléments de scénario afin de bâtir les intrigues de ses albums. Ce dernier n'agit pas comme un véritable scénariste mais comme un interlocuteur privilégié qui permet au dessinateur de mûrir ses propres idées. Alors que le contexte d'occupation allemande le pousse à éloigner son héros de l'actualité et du « sol réaliste » sur lequel il construisait son récit, Hergé se tourne vers une œuvre plus littéraire. Van Melkebeke, qui détient une culture littéraire véritablement encyclopédique, devient le « référent culturel » du dessinateur, notamment pour la période entre les albums Le Secret de la Licorne et Le Temple du Soleil.
Dans L'Étoile mystérieuse, sa contribution est anecdotique mais elle se reflète dans les nombreuses références aux romans de Jules Verne qui ponctuent le récit, par exemple l'épisode de l'araignée qui passe sur l'objectif du télescope, inspiré de Hector Servadac, ou les champignons qui poussent à grande vitesse, qui rappellent Une fantaisie du docteur Ox.

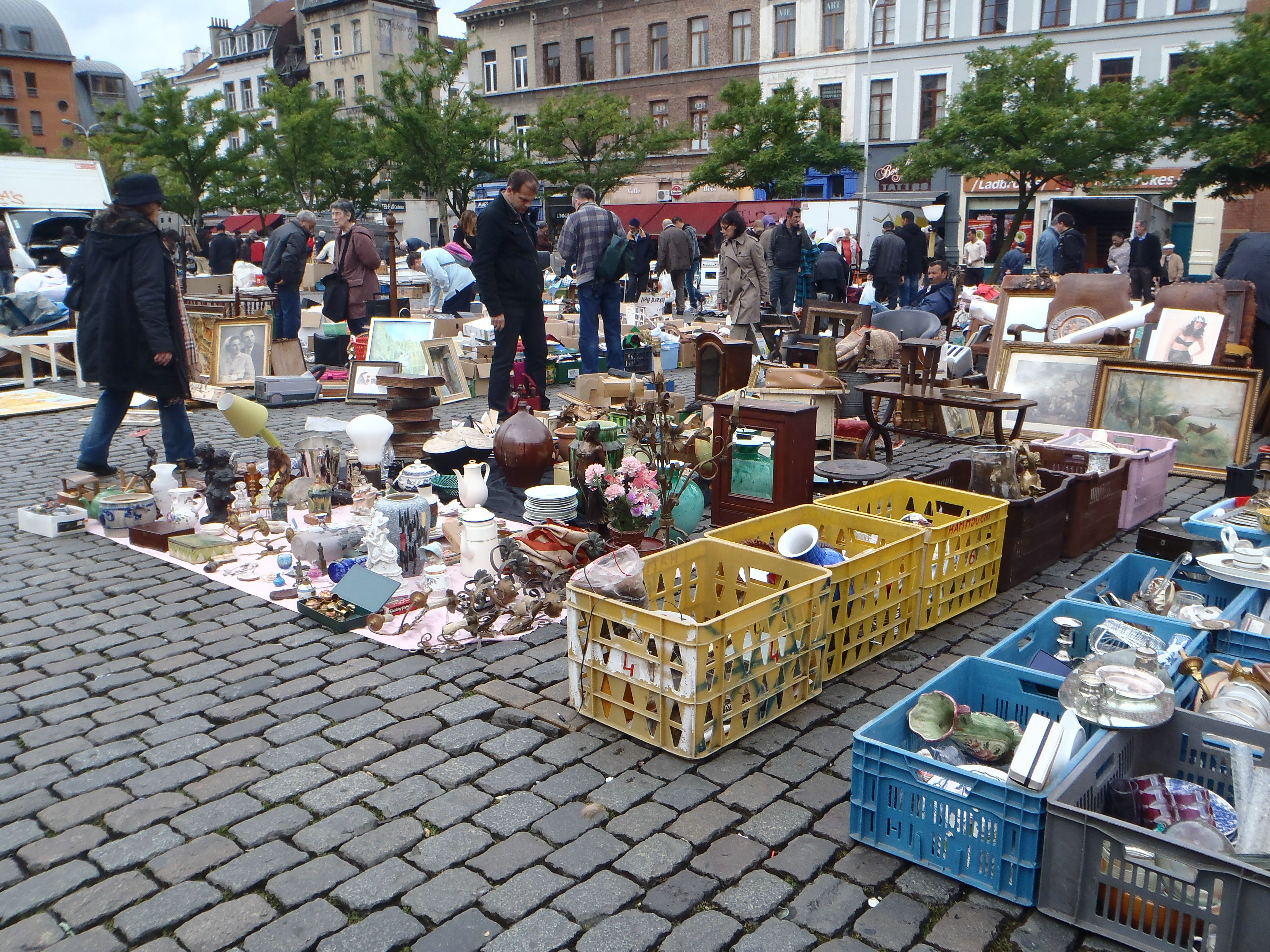
Le Vieux Marché de la place du Jeu de Balle aux Marolles, le quartier d'enfance de Jacques Van Melkebeke, accueille le début de l'intrigue du Secret de La Licorne.

Le point de départ du Secret de La Licorne repose dans les conversations entre les deux hommes sur le monde des collectionneurs et des antiquaires, Jacques Van Melkebeke ayant l'habitude depuis de l'enfance de chiner au Vieux Marché de la place du Jeu de Balle. Hergé le dessine d'ailleurs au tout début de l'album parmi les visiteurs du marché, sous les traits d'un homme feuilletant un livre. À travers ce récit, Van Melkebeke pousse Hergé vers une plus grande complexité narrative. L'influence de Jules Verne se ressent une nouvelle fois dans l'intrigue, à travers les trois parchemins délivrant l'emplacement de l'épave de La Licorne, une référence aux Enfants du capitaine Grant. La séquence consacrée au chevalier de Hadoque, qui constitue une véritable récit enchâssé, est probablement une trouvaille de Van Melkebeke, inspirée tant par son sujet que par son caractère littéraire d'une séquence du Maître de Ballantrae de Robert Louis Stevenson.
Les Sept Boules de cristal est considéré par certains spécialistes de la bande dessinée comme une œuvre collective dans la mesure où Hergé s'appuie largement sur Van Melkebeke et Jacobs pour composer son récit. Dans cet album, le dessinateur penche plus franchement qu'il ne l'a jamais fait vers le fantastique, du fait notamment de sa collaboration avec les deux amis qui nourrissent l'œuvre d'abondantes références littéraires, picturales et cinématographiques,. D'après Benoît Peeters, spécialiste de l'œuvre d'Hergé, les références théologiques, comme l'idée de la transformation de l'eau en vin par le prestidigitateur dans la séquence du music-hall, qui évoque l'épisode des Noces de Cana du Nouveau Testament, sont une idée fournie par Van Melkebeke. De même, la composition de l'intrigue qui court à la fois sur cet album et sur son suivant, Le Temple du Soleil, doit beaucoup à la lecture de L'Épouse du Soleil, roman de Gaston Leroux paru en 1912, une des lectures préférées de Van Melkebeke pendant l'enfance.

#### Contributions diverses etNouveau Journal

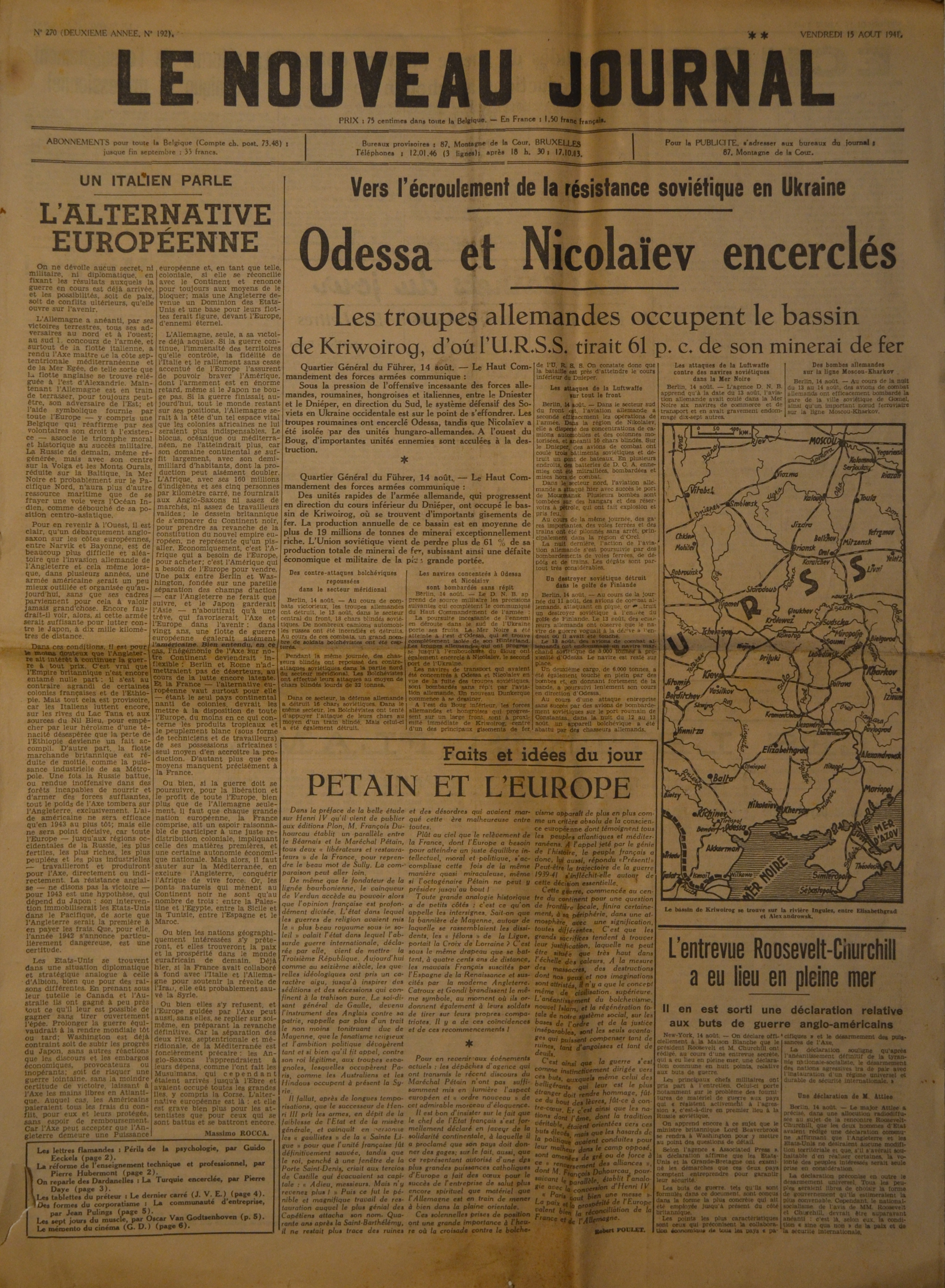
Quotidien collaborationniste, Le Nouveau Journal (ici du 15 août 1941) accueille les contributions de Van Melkebeke.

Dans le même temps, Jacques Van Melkebeke prépare l'exposition de ses peintures à la galerie Breughel, au début de l'année 1942, qui rencontre un accueil favorable. À partir du mois de mars, il contribue à un nouveau magazine, Les Hommes au travail, politiquement proche du mouvement rexiste de Léon Degrelle. Il y interroge des personnalités, rédige des articles de divertissement et propose quelques illustrations apolitiques. Il participe à un voyage de presse en Allemagne et en Autriche dont il relate les évènements à son retour dans Les Hommes au travail, sous forme de chronique hebdomadaire, notamment sa visite du Kunsthistorisches Museum de Vienne ou les spectacles berlinois.
En octobre 1942, Jacques Van Melkebeke est licencié par Raymond De Becker et quitte Le Soir, mais ce dernier le recommande à l'agence propagandiste Belgapress qui l'engage aussitôt pour un salaire mensuel de 3 700 francs. Il devient également chroniqueur artistique à Radio Bruxelles tandis qu'en mars 1943, les éditions Maréchal réunissent ses articles consacrés au folklore du quartier des Marolles, parus l'année précédente dans Le Soir, au sein d'un ouvrage intitulé Imageries bruxelloises et dont Hergé supervise la maquette. Le livre, qui rencontre un grand succès, est édité une seconde fois en septembre. Bien qu'il ait quitté Le Soir, Jacques Van Melkebeke y contribue épisodiquement : en janvier 1943 est publié un court récit de Paul Kinnet illustré par ses soins sous le pseudonyme de J.-P. Kime, Juck et Jimbo explorent l'histoire. En avril, il quitte Les Hommes au travail pour rejoindre la rédaction de l'hebdomadaire satirique Voilà, où il œuvre comme critique de cinéma.
Au printemps 1943, recommandé par son confrère Georges Marlier, il est engagé pour tenir la critique artistique du quotidien Le Nouveau Journal, dirigé par Paul Herten. Ce quotidien, qui tire à 50 000 exemplaires, est l'un des journaux de référence des milieux bourgeois et intellectuels francophones, ce qui représente une aubaine pour Jacques Van Melkebeke en dépit de son caractère collaborationniste. Au Nouveau Journal, Van Melkebeke développe ses réflexions sur l'art de manière radicale et sans compromis. Il rejette l'académisme mais s'attaque également à la peinture moderne belge, en particulier le surréalisme qu'il juge comme un système conventionnel et non une révolution esthétique. Dans ses articles, il adopte un ton polémique et se montre sévère à l'égard de grandes figures comme René Magritte, Pablo Picasso, Georges Braque et Raoul Dufy, tandis que quelques peintres trouvent grâce à ses yeux, notamment James Ensor qu'il considère comme le plus grand artiste de son temps, Edgard Tytgat, Alice Frey, Vincent van Gogh ou encore Henri Rousseau.
En janvier 1944, Jacques Van Melkebeke expose pour la deuxième fois ses œuvres à la galerie Breughel et cette manifestation est un succès sur les plans critique et commercial. Au printemps suivant, L'Insoumis, un bulletin mensuel diffusé clandestinement par des résistants belges, publie une « Galerie des traîtres » dans laquelle il figure en raison de sa participation à des journaux collaborationnistes. Dès lors, craignant pour sa sécurité, Van Melkebeke se déplace constamment avec un petit revolver en poche. Il poursuit néanmoins son travail au Nouveau journal et accepte de couvrir à la fin du mois de juin le procès d'une douzaine de résistants impliqués dans un attentat contre l'occupant à Liège. Son compte-rendu est publié dans l'édition des 1er et 2 juillet 1944 sous le titre « Dix terroristes condamnés à mort » et soulève contre lui la vindicte de nombreux résistants : c'est d'ailleurs principalement sur la base de cet article qu'il est condamné quelques mois plus tard.

### Après la Libération (1944-1952)

#### Arrestation puis lancement deTintin
Après la libération de la Belgique au début du mois de septembre 1944, Jacques Van Melkebeke est épargné par les expéditions punitives menées contre les personnalités aux comportements jugés inciviques pendant l'occupation. Il est toutefois interrogé sur ses activités par la Sûreté de l'État, la police judiciaire et des membres du Mouvement national belge, avant d'entrer dans la clandestinité pour tenter de se soustraire à la justice. Il se cache un temps dans le grenier de l'appartement de son ami Edgar P. Jacobs, situé sur l'avenue du Couronnement à Bruxelles, avant d'être finalement arrêté et placé en détention préventive au centre d'internement du Petit-Château à la fin du mois d'octobre. Il profite notamment de son incarcération pour rédiger en janvier 1945 un mémorandum intitulé Notes sur mon activité pendant l'Occupation.

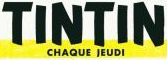
Logo du journal Tintin lors de sa création.

Libéré provisoirement au printemps 1945, il se consacre de nouveau à la peinture et répond aux sollicitations d'Hergé qui lui demande notamment de conseiller un jeune dessinateur, Paul Cuvelier. Jacques Van Melkebeke participe ensuite à la création du journal Tintin. Interdit de publication pour avoir collaboré au Soir volé pendant l'occupation, Hergé est finalement lavé de tout soupçon et autorisé à reprendre ses activités. Il fonde avec l'ancien résistant Raymond Leblanc ce nouveau magazine dont le premier numéro paraît le 26 septembre 1946. Rédacteur en chef du journal, Jacques Van Melkebeke conseille Edgar P. Jacobs pour la création du Secret de l'Espadon, la première aventure de Blake et Mortimer, mais contribue lui-même au contenu du magazine avec « Les Frères de la Côte », l'histoire des flibustiers du XVIIe siècle, la publication en feuilleton de La Guerre des mondes, le roman de H.G. Wells, ainsi qu'un extrait de Zadig, le conte philosophique de Voltaire, rebaptisé pour l'occasion « La Chienne de la Reine et le Cheval du Roi ».
Dans les numéros suivants, Jacques Van Melkebeke publie des textes tirés de ses lectures de jeunesse, comme L'art de planter un clou de Jerome K. Jerome, La Redoute d'Alfred de Vigny, La Pêche miraculeuse d'Erckmann-Chatrian ou encore Pour guérir un rhume de Mark Twain. Son passé ressurgit néanmoins et, craignant que la présence à la rédaction d'un « incivique » puisse compromettre la réputation du journal, Raymond Leblanc l'oblige à quitter son poste malgré les suppliques d'Hergé. Leblanc affirme d'ailleurs qu'il ignorait tout de la présence de Van Melkebeke au sein de la rédaction jusqu'à ce que son ami Pierre Ugeux l'en informe, ce que Pierre Assouline et Benoît Peeters, biographes d'Hergé, contestent.
Van Melkebeke poursuit néanmoins son activité, clandestinement, pour le magazine : bien qu'il ne fréquente plus les bureaux de la rue du Lombard, il poursuit ses travaux depuis son propre atelier ou bien au domicile d'Hergé à Boitsfort. C'est d'ailleurs le dessinateur qui le rémunère lui-même, à hauteur de 8 000 francs de salaire mensuel.

#### Van Melkebeke, modèle de Mortimer

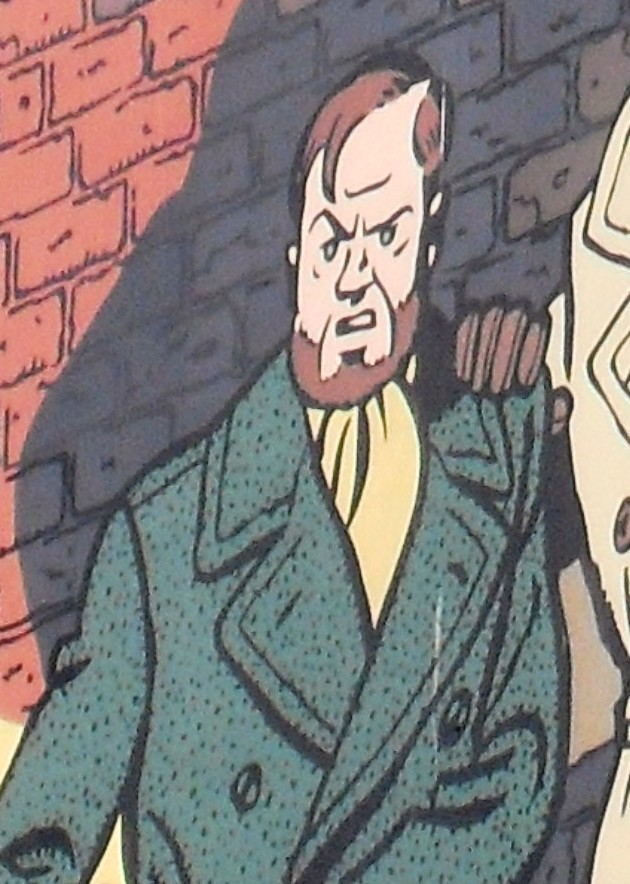
Edgar P. Jacobs s'inspire de son ami Jacques Van Melkebeke pour dessiner les traits de Mortimer.

L'incidence de Jacques Van Melkebeke dans la création de Blake et Mortimer, la série de son ami Edgar P. Jacobs, est essentielle. Pour la création du journal Tintin, ce dernier envisage dans un premier temps de composer une histoire médiévale, Roland le Hardi, mais Van Melkebeke l'incite à se tourner vers la science-fiction dans la mesure où un autre dessinateur du magazine, Jacques Laudy, envisage déjà une aventure se déroulant au Moyen Âge. C'est ainsi que naît Le Secret de l'Espadon, auquel Van Melkebeke ne se contente pas d'apporter des éléments de scénario. Tandis que Jacques Laudy inspire le physique du capitaine Francis Blake, Jacobs s'appuie sur le visage de Jacques Van Melkebeke pour composer celui de Philip Mortimer, tout en lui retirant ses lunettes et en lui ajoutant une barbe en collier. Par ailleurs, craignant de ne pouvoir tenir les délais de livraison de ses dessins, Jacobs confie l'encrage des dix-huit premières planches de l'aventure à son ami.
L'élaboration méthodique des scénarios de Blake et Mortimer est le fruit des échanges passionnés entre Jacobs et Van Melkebeke. Si le premier fournit le point de départ, à partir d'un thème général, les deux amis élaborent ensemble l'intrigue en puisant dans le répertoire de leurs références littéraires et cinématographiques communes. Jacobs garde cependant le dernier mot et reste le seul metteur en scène du scénario, tout en assurant le découpage graphique du récit, mais il consulte régulièrement Van Melkebeke pour que celui-ci lui apporte un regard critique ou lui fournisse de nouveaux éléments pour dynamiser son intrigue, à la manière d'un script-doctor.

#### Condamnation et incarcération

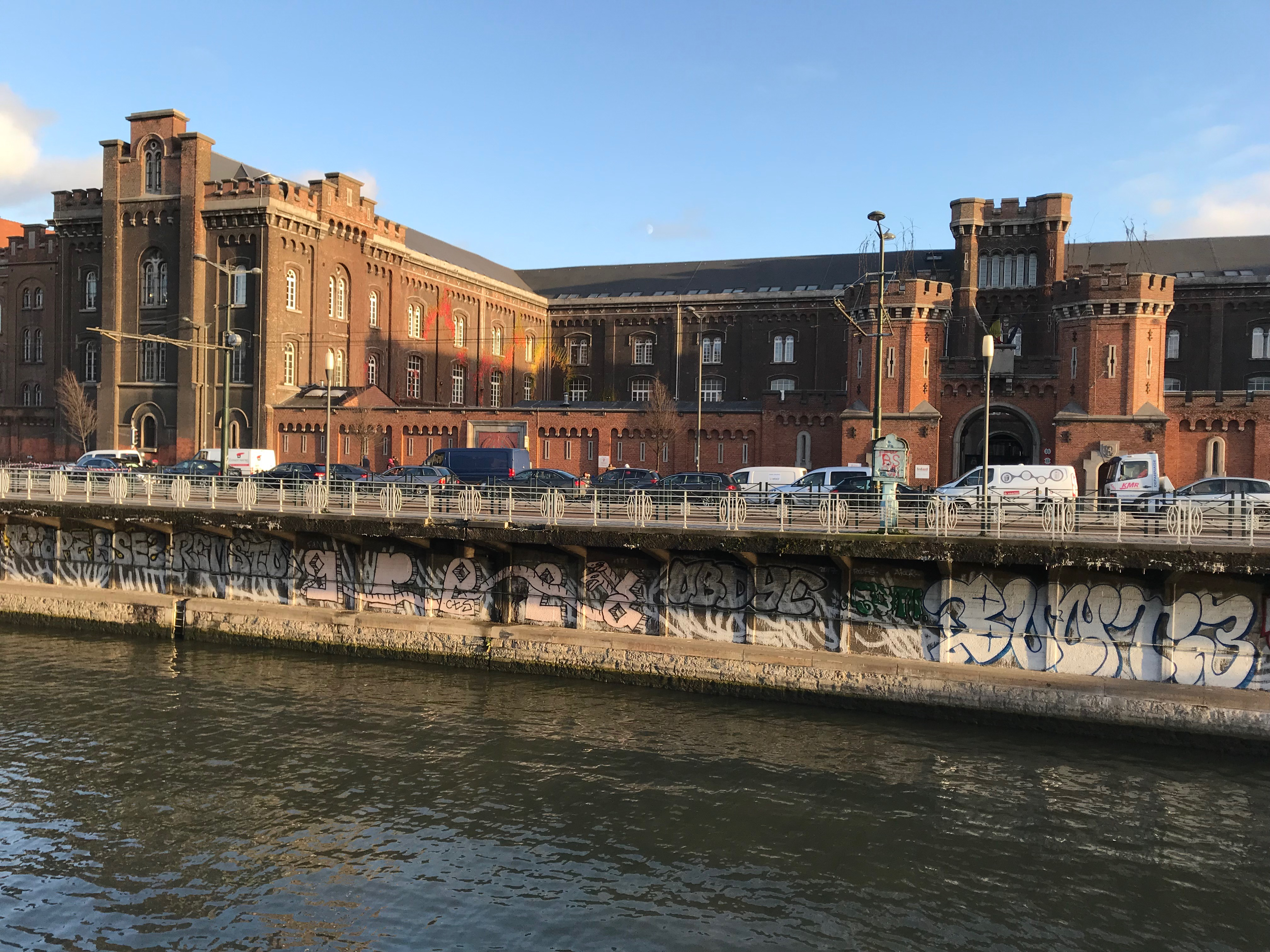
Le Petit-Château, où est incarcéré Van Melkebeke.

Peu après le lancement de Tintin, le procès de Jacques Van Melkebeke s'ouvre le 14 octobre 1946. Il est jugé avec dix-sept autres prévenus, tous ayant participé à des journaux collaborationnistes sous l'Occupation. Van Melkebeke est finalement condamné à quatre ans de prison, dix ans d'interdiction d'exposition et 50 000 francs de dommages et intérêts à l'État belge. Il est toutefois remis en liberté en attendant son placement en détention. Hergé lui maintient sa confiance et le charge notamment d'assurer la formation des deux dessinateurs qu'il a recrutés pour remplacer Edgar P. Jacobs dans la confection des albums de Tintin, à savoir Frans Jageneau et Guy Dessicy. Van Melkebeke l'aide également à conclure Le Temple du Soleil en lui fournissant des éléments de scénario, tout en préparant avec Bernard Heuvelmans le scénario d'une nouvelle aventure qui doit conduire Tintin sur la Lune. Cette première version est finalement rejetée par Hergé qui en conserve quelques éléments pour l'écriture de son propre scénario.

Logo de la série Hassan et Kaddour en 1948.

En octobre 1947, le député communiste Fernand Demany prend la parole à la tribune de la Chambre des représentants pour dénoncer le fait que Van Melkebeke, condamné à une peine de prison, n'a pourtant jamais arrêté. Le peintre est finalement incarcéré quelques jours plus tard à la prison du Petit-Château. Emprisonné pendant près de deux ans, il garde le soutien de ses amis Edgar P. Jacobs et Hergé, ce dernier le rémunérant toujours pour les travaux qu'il continue d'exécuter. En prison, Van Melkebeke passe de nombreuses heures à peindre, mais il se consacre également à l'écriture de scénarios complets pour certains dessinateurs du Journal de Tintin. Il rédige ainsi le scénario des Nouvelles Aventures de Corentin pour Paul Cuvelier, et Le Voleur de Bagdad, premier épisode des aventures de Hassan et Kaddour pour Jacques Laudy. Il bénéficie finalement d'une libération anticipée et sort de prison au mois de novembre 1949.

#### Difficultés financières et rupture avec Hergé

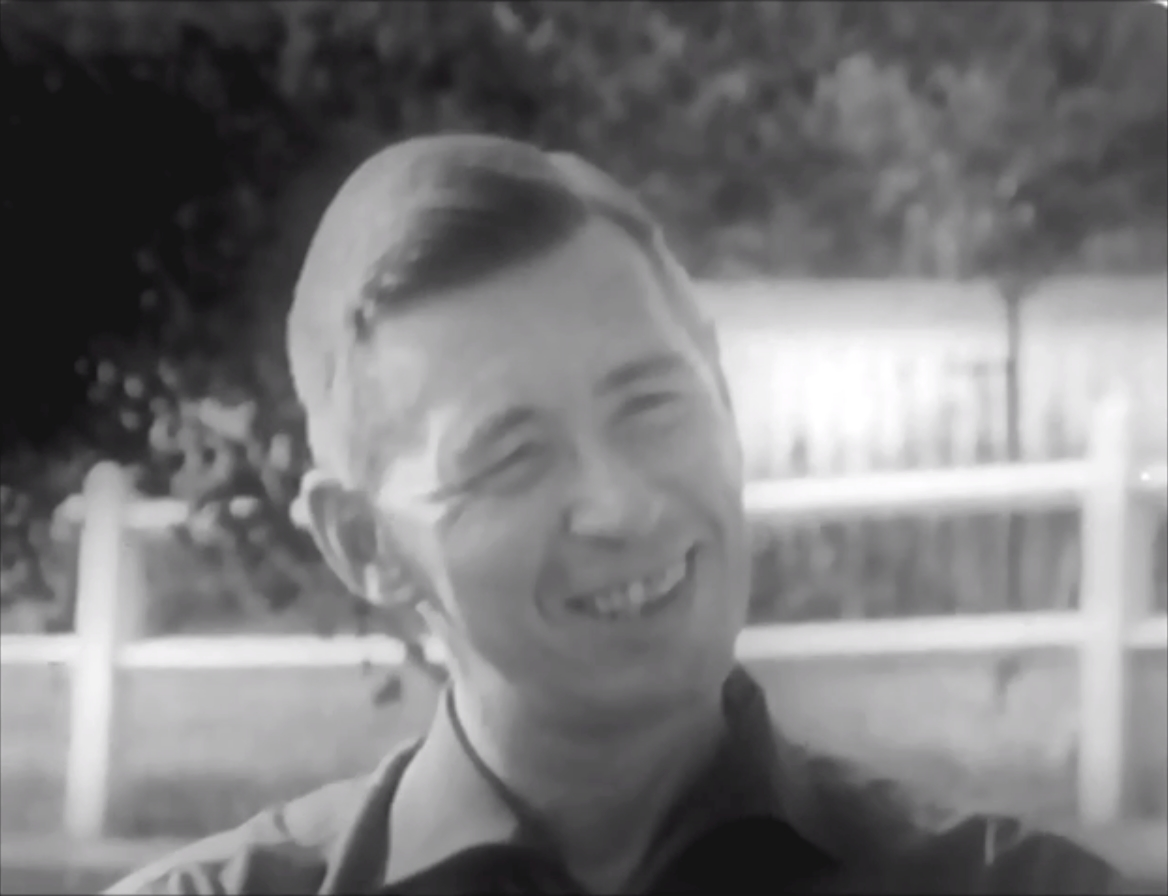
Hergé en 1962.

Après sa libération, les liens entre Jacques Van Melkebeke et Hergé se distendent, ce dernier préférant consulter désormais Albert Weinberg pour la construction narrative de ses récits. Par ailleurs, Van Melkebeke ne parvient pas à réunir la somme réclamée par l'État belge pour s'acquitter de son amende et régler les intérêts qui doivent compenser ses retards de paiement. Directeur de Tintin, Raymond Leblanc avance finalement la somme. Pour le rembourser, Jacques Van Melkebeke commence à dessiner, en avril 1951, une histoire en images pour Ons Volkske, le supplément pour la jeunesse du quotidien flamand Ons Volk Ontwaakt. Cette bande dessinée de 35 pages est une adaptation comique de la vie de l'empereur Charles Quint, que l'auteur signe sous le pseudonyme de Jean Jacquet. Elle est reprise dans le magazine Chez nous, la version en langue française d'Ons Volkske, dont Van Melkebeke est nommé rédacteur en chef dès son lancement. Parue sous le titre Les Farces de l'Empereur, l'histoire est diffusée du 7 mai 1956 au 7 janvier 1957.
Cette contribution ne suffit pas à résoudre ses difficultés financières, auxquelles s'ajoute la santé fragile de sa fille Chantal. La direction éditoriale de Chez nous le laisse d'ailleurs quelque peu indifférent, Van Melkebeke n'hésitant pas à qualifier le magazine, en privé, de « revue vaseuse pour demeurés analphabètes ». Il sollicite néanmoins l'auteur fantastique Jean Ray, l'un de ses écrivains préférés, qui vit alors dans un grand dénuement, pour lui commander une série de contes et nouvelles dans un registre sentimental. Dans le même temps, Van Melkebeke réalise plusieurs maquettes pour le Club international du livre, apportant à ces éditions luxueuses quelques illustrations en trichromie.

### Un homme de l'ombre (1952-1972)

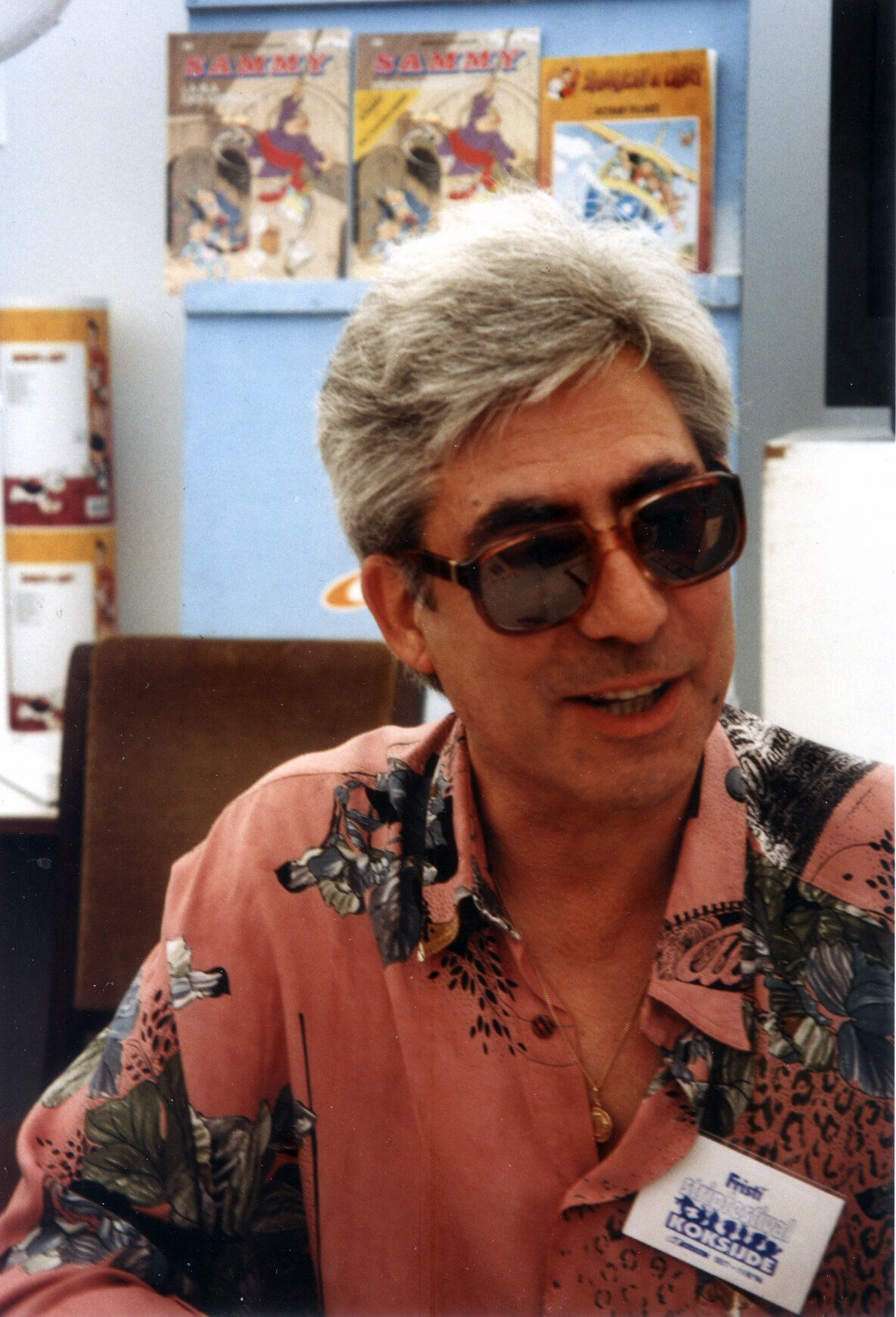
Le dessinateur Jean-Pol travaille avec Van Melkebeke pour la bande dessinée humoristique Bi-Bip.

Pour contourner l'interdiction d'exposition qui le frappe en Belgique jusqu'en 1957, Jacques Van Melkebeke parvient à exposer ses œuvres en France, notamment en octobre 1952 à la galerie des Palmes, place Saint-Sulpice à Paris. Ses illustrations des contes d'Edgar Allan Poe retiennent particulièrement l'attention et reçoivent un accueil favorable dans Le Parisien libéré, Arts et l'Actualité artistique internationale. En 1957, sa première exposition belge depuis la Libération est boudée par une partie de la critique, en raison de son passé d'incivique.
L'un des visiteurs de l'exposition, Max Kleiter, est séduit par les œuvres du peintre, au point de lui commander un grand nombre de travaux entre 1958 et 1983. Tout en continuant de peindre, Van Melkebeke gagne sa vie par l'écriture. À la demande de Kleiter, il écrit notamment des scénarios publicitaires pour la firme cinématographique Vandam Kh, et travaille comme rédacteur et scénariste pour l'agence de presse International Feature Service, qui fournit de nombreux journaux en articles, dessins humoristiques et bandes dessinées. Dans les années 1960, Van Melkebeke conçoit le scénario de plusieurs romans-photos pour les revues Libelle et Rosita, assurant à la fois l'écriture des dialogues et des récitatifs et la mise en scène. Il fera de même dans Bonnes Soirées, une publication des éditions Dupuis dans les années 1960.
En 1967, toujours à la demande de Kleiter, il crée la bande dessinée humoristique Bi-Bip avec le dessinateur Jean-Pol. La série, qui met en scène deux extraterrestres qui étudient le comportement humain, rencontre un succès international et paraît simultanément en français dans Le Soir en en néerlandais dans Het Laatste Nieuws. Les sept aventures créées par le duo sont également diffusées en Suisse dans L'illustré de Genève, aux Pays-Bas dans Sjors, en Espagne dans la revue DDT, en Afrique du Sud dans Beeld et en Grèce dans Velos. En 1972, deux albums sont édités en Allemagne sous le titre Schlax + Co. En 1971, par l'intermédiaire de l'agence Graph-Lit, Van Melkebeke reprend le scénario de la bande dessinée anglaise The Wild Wonders de Mike Western, parue dans l'hebdomadaire Valiant. Elle met en scène deux enfants sauvages ayant grandi sur l'île de Worrag à la suite d'un naufrage. Elle est traduite depuis 1967 dans le mensuel Safari sous le titre Klip et Klop et parmi les vingt-deux épisodes inédits publiés par la revue, Jacques Van Melkebeke écrit une dizaine de récits originaux mis en image par le dessinateur espagnol Tomas Porto. L'auteur est pourtant déçu du résultat paru dans la presse dans la mesure où les éditions Aventures & Voyages, qui diffusent la série, réécrivent ses textes avant l'impression, effaçant ainsi certaines subtilités humoristiques glissées par l'écrivain. Dans l'un des épisodes qu'il conçoit, L'Île aux maléfices, Jacques Van Melkebeke reprend certains thèmes développés avec Hergé dans Les Sept Boules de cristal et Le Temple du Soleil. Durant l'année 1972, il écrit également quelques aventures de Johnny Cougar pour le mensuel Captain Swing, mises en images par le dessinateur espagnol Juan García Quiros, et des intrigues pour la série Belinda, pour laquelle il met en avant son goût de l'épouvante.
Avec Sérafine, Jacques Van Melkebeke répond à une nouvelle commande de Max Kleiter qui souhaite s'installer sur le marché de la bande dessinée érotique. Il conçoit alors l'ensemble de l'aventure, texte et dessins, en puisant dans l'imaginaire des contes orientaux. Le récit met en scène une femme homoncule dotée d'un grand pouvoir de séduction, attirant tour à tour une sorcière alchimiste, un chevalier vénitien et un sultan. Cette œuvre ne rencontre pas le succès attendu par Kleiter qui ne parvient à la diffuser que dans une revue néerlandaise des éditions Skorpioen.

### Dernières années
Les commandes pour la bande dessinée ne détournent pas Jacques Van Melkebeke de sa passion pour la peinture. Vers 1970, sa fille Chantal lui permet d'éditer une série de 118 lithographies inspirées de la Bible, un travail mené pendant une dizaine d'années à la lecture de l'Ancien Testament, bien que le peintre soit un athée convaincu. Dans un autre domaine, il est désigné pour rédiger un ouvrage consacré aux phénomènes paranormaux pour la collection « Univers secrets » des éditions Marabout. Dans cet essai, l'écrivain ne se contente pas de compiler les réflexions de nombreux auteurs sur le sujet, il expose également ses propres convictions. Les Énigmes de la survivance, publié sous le pseudonyme de Jacques Alexander en 1972, rencontre un grand succès : traduit dans plusieurs langues, il est vendu à 100 000 exemplaires. Dans la foulée, il rédige Sans blague, un recueil de mémoires non édité dans lequel il relate les souvenirs de son enfance dans le quartier des Marolles. Le texte est confié par Edgar P. Jacobs à une dactylographe qui en réalise quelques copies diffusées aux proches de l'écrivain.
En 1977, les frères Daniel et Didier Pasamonik qui veulent éditer en album deux aventures d'Hassan et Kaddour, Les Émeraudes du Conquistador et Le Voleur de Bagdad, cherchent à convaincre Van Melkebeke de revendiquer son rôle de scénariste et d'apposer son nom à côté de celui de Jacques Laudy sur la couverture. D'abord réticent, il cède pour le premier album mais se ravise et demande que les albums suivants paraissent sous le pseudonyme de Jacques Alexander. Il assure néanmoins la promotion de ces albums en accordant le 14 mars 1979 un entretien télévisé à Anne-Marie La Fère et Daniel Fano, journalistes à la RTBF. Interrogé pour la première fois publiquement pour ses activités de scénariste, Jacques Van Melkebeke évoque à l'écran ses participations aux grandes séries que sont devenues Les Aventures de Tintin et Blake et Mortimer.
À la même époque, sa santé se dégrade. Victime d'une thrombose, Jacques Van Melkebeke éprouve dès lors des difficultés à marcher et se montre incapable de peindre. Il se rend toutefois chaque matin dans son atelier de la rue du Président pour déposer sur son chevalet une toile inachevée et se donner ainsi l'illusion de poursuivre son travail. Il meurt à Bruxelles le 8 juin 1983. Ses funérailles, discrètes, se déroulent au crématorium d'Uccle, en présence de ses amis Edgar P. Jacobs et Jacques Laudy.

## Profil et particularités

### L'artiste

#### Peintre de talent aux origines modestes et aux rêves de gloire contrariés

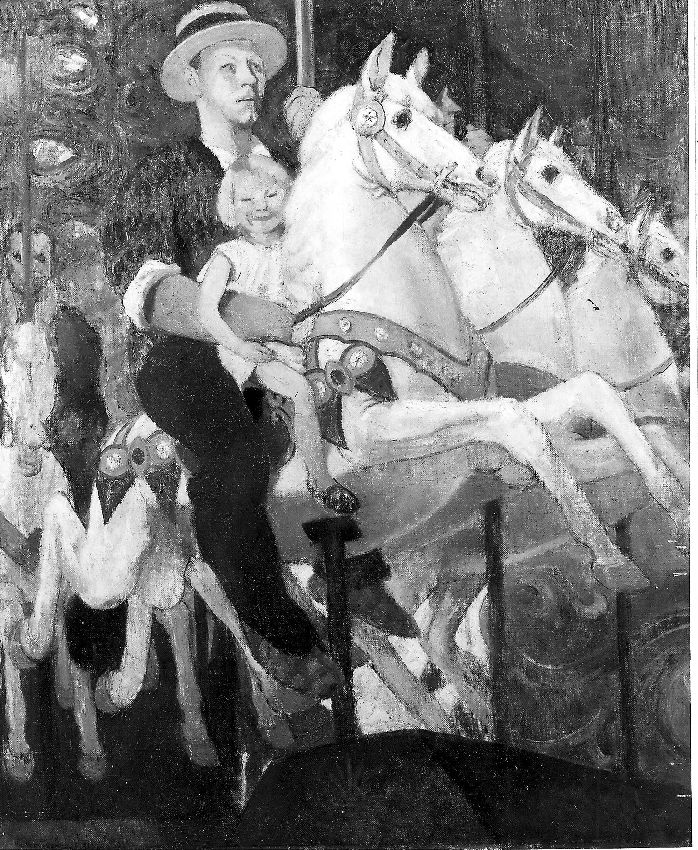
Le Carrousel, tableau de Jacques Van Melkebeke en 1931.

La culture et les talents de dessinateur de Jacques Van Melkebeke impressionnent ses contemporains, d'autant plus en raison de ses origines modestes. Son ami Edgar P. Jacobs, qui l'a connu pendant ses études, déclare : « Dessinateur étonnamment doué, lecteur infatigable, s'intéressant à tout, Jacques était le type même de l'autodidacte en culottes courtes. » Rien ne semble prédestiner cet homme originaire d'un quartier pauvre de Bruxelles à embrasser une carrière artistique, une situation sociale qui le met longtemps mal à l'aise. Son biographe Benoît Mouchart évoque à ce titre la « violence symbolique » qui s'abat sur Van Melkebeke malgré les efforts qu'il fournit pour s'extraire du milieu défavorisé qui l'a vu naître : « Entre la trivialité des Marolles et les mondanités de la bourgeoisie bohème bruxelloise, le fossé est si grand que Van Melk a le sentiment de mener une double vie. Ballotté entre deux pôles sociaux, il n'arrive ni à rejeter l'un, ni à accepter l'autre. »

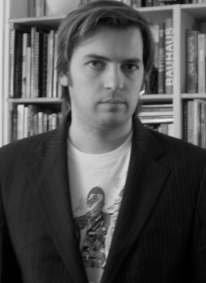
Biographe de Jacques Van Melkebeke, Benoît Mouchart évoque le parcours d'un peintre talentueux à l'ambition brisée.

Jacques Van Melkebeke vit sa carrière artistique comme un échec, loin des rêves de gloire et de l'ambition qu'il formait dans sa jeunesse. Dans les années 1950, ses œuvres sont d'autant moins reconnues que son passé d'incivique et ses activités au sein de journaux collaborationnistes sous l'occupation allemande le rejettent au ban de la société. Ainsi, comme l'explique son biographe Benoît Mouchart, « alors qu'il devrait être au faîte de sa maturité artistique, il est encore un peintre ne vivant pas de sa peinture, et un rédacteur anonyme n'éprouvant que de la répugnance pour les tâches subalternes qui lui permettent de payer son loyer ». Cette situation est d'autant plus difficile pour lui que certains de ses proches bénéficient alors d'une reconnaissance et d'un statut social largement supérieur, bien que certains aient été aussi compromis par les années de guerre, comme Hergé. En 1986, le critique Thierry Groensteen, qui reconnaît en lui un « peintre de talent », affirme que ce « scénariste qui fut toujours relégué dans l'ombre attend encore d'être réhabilité ».
Malgré son travail de scénariste dans l'ombre de grands créateurs, Jacques Van Melkebeke a toujours considéré la bande dessinée comme un art mineur aux possibilités limitées, un « art hybride entre l'illustration et le roman, et non un moyen d'expression à part entière ». Eu égard à ses talents de dessinateur, Benoît Mouchart regrette ainsi qu'il ne se soit pas engagé plus fortement dans cette voie : « En songeant à ses qualités de conteur et à ses dons de graphiste, on se prend à rêver de ce qu'il serait advenu s'il avait considéré la bande dessinée non comme une corvée alimentaire mais bien comme un art à part entière. Qui sait ? Van Melk aurait peut-être pu donner à son pays une œuvre assez forte pour lui permettre d'occuper une place de choix dans le Panthéon de la bande dessinée belge. » Toutefois, sa volonté de ne pas signer les bandes dessinées qu'il contribue à faire naître ne tient pas qu'à la crainte de compromettre sa carrière pour un art mineur mais également à son passé d'incivique qui pourrait rejaillir négativement sur l'œuvre en question.

#### Inspirations et motifs

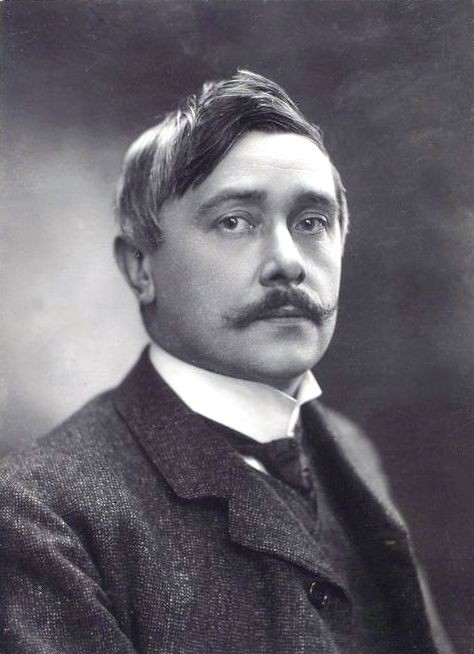
Les œuvres du poète Maurice Maeterlinck incitent Van Melkebeke à s'inspirer de ses rêves pour composer certains de ses tableaux.

Amateur de cirque depuis son plus jeune âge, il trouve dans ce spectacle vivant l'une des principales sources d'inspiration pour ses peintures : « Je n'aime pas le cirque pour lui-même mais pour son caractère féerique. Les acrobates, les trapézistes, les chevaux galopants appartiennent pour moi à un monde qui n'est pas le nôtre. Il est permis d'y rêver bien à l'aise et d'abandonner ses soucis lorsqu'on en franchit le seuil. » Les portraits d'enfants tiennent aussi une place importante dans sa production : « Ce qui me touche profondément chez l'enfant, c'est qu'il accomplit le moindre acte avec une gravité infinie. Les gosses me révèlent la vie dans ce qu'elle a de plus spontané, de plus neuf et de plus pur. Les petites filles surtout me semblent capables de nous donner du monde une image à la fois profonde et réconfortante. » En 1942, après l'exposition de ses œuvres à la galerie Breughel, l'État belge fait l'acquisition d'un portrait de sa propre fille, Chantal.
Les inspirations de Jacques Van Melkebeke sont variées : il réalise également des paysages, des marines, des évocations bibliques et mythologiques, mais également des nus ou des illustrations de ses lectures comme Pantagruel et Gargantua. Le critique d'art Richard Dupierreux souligne la « perfection incontestable » et la « lumière surprenante » de ses dessins, et croit déceler dans ses peintures un humour rabelaisien .
La lecture des poèmes et des essais de Maurice Maeterlinck lui donne l'idée de consigner les rêves qui lui semblent mémorables dans des carnets. Il s'y adonne scrupuleusement à partir de 1928 mais ce n'est que dans les années 1960 que ces « annales oniriques » deviennent des sources d'inspiration pour ses tableaux. Les œuvres qu'il en tire se rapprochent du courant surréaliste mais il choisit dans un premier temps de ne pas les rendre publiques, probablement parce qu'il a lui-même fermement critiqué ce mouvement quand il était critique artistique au Nouveau Journal sous l'occupation. Pour Benoît Mouchart, les toiles oniriques de Van Melkebeke « comptent parmi ses œuvres les plus personnelles » mais elles « offrent un terrible sentiment de déjà-vu lorsqu'il se décide enfin à les exposer » en octobre 1972, bien après les premiers succès des peintres surréalistes.

#### Réflexions sur l'art et regard critique

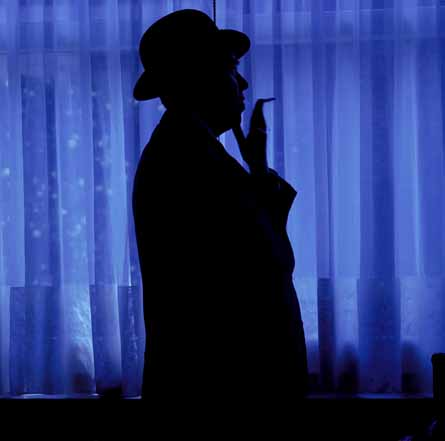
Figure du surréalisme, René Magritte est vivement critiqué par Van Melkebeke.

Dans ses articles parus dans Le Nouveau Journal, dont il tient la critique artistique entre 1943 et 1944, Jacques Van Melkebeke développe des réflexions acerbes à l'égard de la peinture moderne belge, en particulier le surréalisme qu'il juge sévèrement : « Le rapprochement systématique d'objets saugrenus, l'utilisation lassante d'un attirail curieusement restreint, un peu de freudisme, des trucs monotones, une technique presque toujours bassement photographique, et voilà tout. Le surréalisme est pareil au monstre de Frankenstein : il vit, mais il sent le cadavre. »
Il se montre particulièrement virulent à l'égard de son compatriote René Magritte, l'un des chefs de file du mouvement, qu'il compare à un simple dessinateur de publicité : « Ce spécialiste de la magie noire, officiellement en proie à tous les démons de l'inconscient, se révèle n'être somme toute qu'un assez médiocre tâcheron du mystère. » Il lui adresse notamment de virulentes diatribes : « Vous êtes comique, un peu sale et surtout fort démodé… Vous êtes le fonctionnaire du non-conformisme ! ». Les peintres cubistes Georges Braque et Pablo Picasso font également partie de ses cibles, Van Melkebeke affirmant que ce dernier est « le type même de l'artiste inexorablement dénué de dons et qui, de surcroît, n'a absolument rien à dire ».
Benoît Mouchart relève que ces positions à contre-courant révèlent que Jacques Van Melkebeke « tourne souvent le dos à la modernité », sans toutefois célébrer l'art académique qu'il rejette avec force. À l'inverse, il voue une grande admiration à James Ensor, qu'il considère comme le plus grand artiste de sa génération, mais encense également des peintres disparus comme Vincent van Gogh et Henri Rousseau. Il reconnaît un certain mérite à des artistes moins réputés, peintres belges de sa génération comme Robert Meerbergen, Marcel Stobbaerts, Edgard Tytgat, Alice Frey et Fernand Wéry.

### Le scénariste

#### Travail dans l'ombre des grands auteurs de la bande dessinée francophone

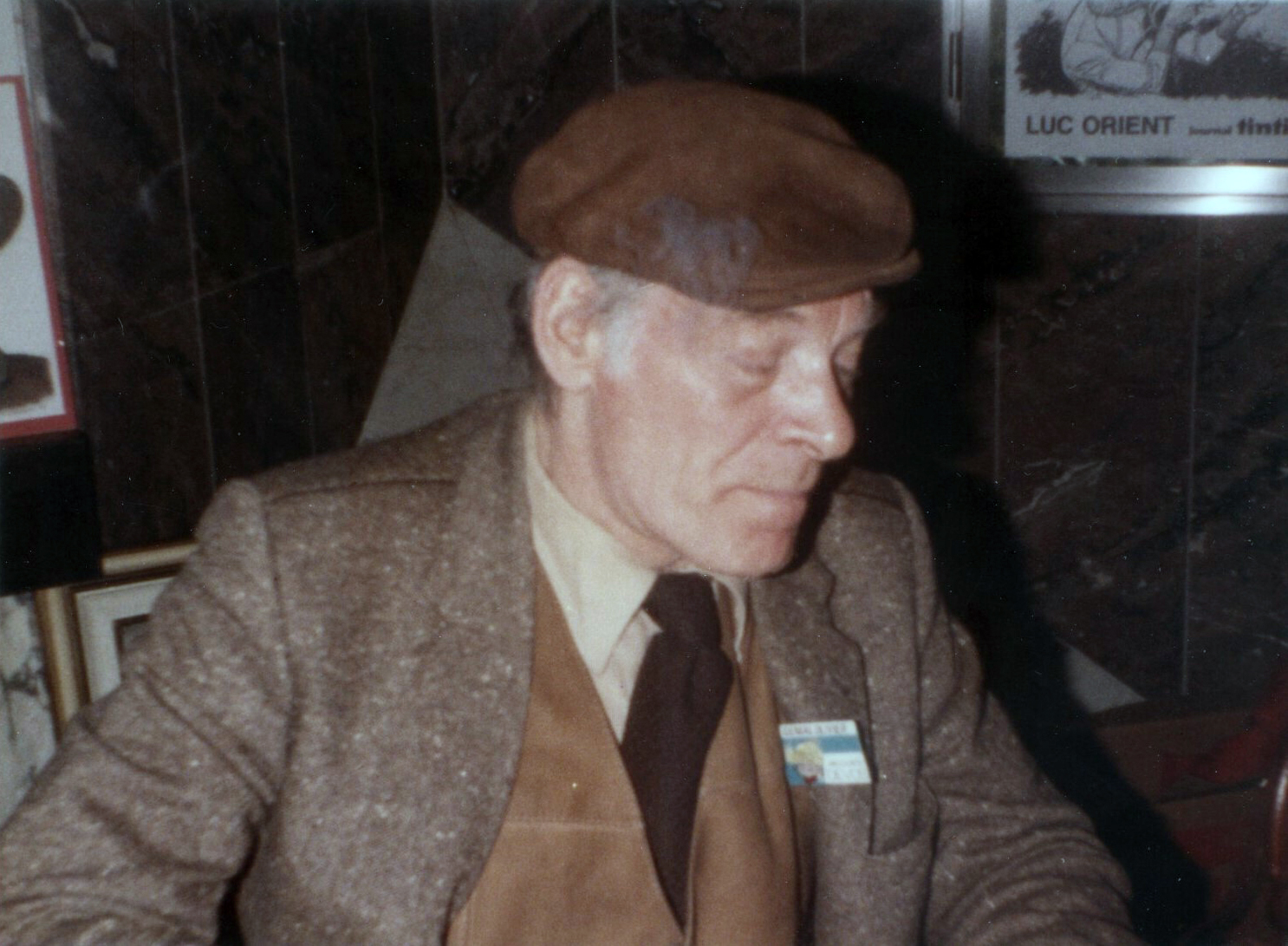
Paul Cuvelier, créateur de Corentin, en 1978.

À partir des années 1940, Jacques Van Melkebeke commence à travailler dans l'ombre de grands créateurs de la bande dessinée franco-belge : Hergé pour Les Aventures de Tintin, Edgar P. Jacobs pour Blake et Mortimer, Paul Cuvelier pour Corentin ou encore Jacques Laudy pour Hassan et Kaddour. Il n'agit pas pourtant comme un scénariste au sens moderne dans la mesure où il ne signe aucune de ces aventures et que sa contribution se limite en général à l'apport de références culturelles ou d'éléments d'intrigue que les auteurs se réapproprient pour bâtir leur propre scénario. C'est le cas notamment avec Hergé et Jacobs, de sorte que Benoît Mouchart le présente avant tout comme « un interlocuteur à l'influence souterraine » qui pourrait être qualifié de « scénariste maïeutique ». Dans un entretien télévisé accordé à des journalistes de la RTBF en 1979, Jacques Van Melkebeke décrit lui-même sa collaboration avec le créateur de Tintin : 

« Je n'arrivais pas avec une histoire toute faite. Je venais parfois en disant : « On pourrait jeter tes personnages dans tel milieu ou les lancer dans telle aventure. » Et ça accrochait ou pas. Mon rôle restait toujours auxiliaire, même lorsque l'idée de départ était de moi, parce que je n'aurais jamais eu cette idée sans les personnages et les possibilités graphiques de dessinateur. Auprès d'Hergé, je ne pense pas avoir joué le rôle d'un scénariste, mais plutôt celui d'un gagman qui aurait situé ses idées dans un contexte, ce qu'un gagman n'a pas à faire. […] Je ne veux pas nier ce travail, mais je ne tiens pas à me gonfler en prétendant avoir joué un rôle qui n'a jamais été le mien. »

— Jacques Van Melkebeke, entretien enregistré par Anne-Marie La Fère et Daniel Fano pour la RTBF le 14 mars 1979
L'apport de Jacques Van Melkebeke dans la construction du scénario des aventures de Blake et Mortimer apparaît plus essentiel mais non décisif. À partir du thème général et du point de départ du récit décidé par Jacobs, les discussions menées par les deux amis permettent à l'auteur d'échafauder l'intrigue. Mais, si Van Melkebeke apporte ses suggestions, c'est bien Jacobs qui, en dernier lieu, décide du scénario. Benoît Mouchart affirme qu'il est difficile de démêler l'influence de Van Melkebeke sur le travail de Jacobs, tant les deux hommes sont comme « des sortes de jumeaux ». Il explique que « l'auteur soumettait à son ami des désirs d'images, et Van Melkebeke l'aidait à trouver une structure narrative à ses récits ». Le rôle de Van Melkebeke s'apparente donc à celui d'un script doctor, comme il le reconnaît lui-même en 1979 dans un entretien accordé à la RTBF : « Je ne veux pas nier ce travail, mais je ne tiens pas à me gonfler en prétendant avoir joué un rôle qui n'a jamais été le mien. Ce n'est pas de la modestie, c'est de l'honnêteté. Un scénariste occasionnel comme moi se modèle forcément en fonction de l'esprit du dessinateur. […] Jacobs est vraiment l'auteur de Blake et Mortimer ; il a toujours l'idée générale, qu'il rédige en synopsis. Ma présence se situe au moment où son histoire est déjà jetée dans les grandes lignes. Je ne lui donne que des suggestions et, quand je lui livre un prédécoupage, il retient l'esprit des situations et des dialogues pour se les approprier complètement. »
Plus encore que les autres albums, La Marque jaune peut-être vu comme un « révélateur de l'amitié » entre les deux hommes, dans la mesure où ceux-ci puisent de nombreux éléments de l'intrigue dans leurs références littéraires et cinématographiques communes. Benoît Mouchart le voit comme « le catalogue de toutes les passions qu'ils ont partagées ensemble jusque-là », et établit d'ailleurs un parallèle entre Jacques Van Melkebeke et le personnage du Dr Septimus, le savant fou de l'histoire : tout comme Septimus, qui signe son livre The Mega Wave sous un pseudonyme, Van Melkebeke, inquiété pour ses travaux sous l'occupation allemande, est mis à l'index après la guerre et réduit à un travail de l'ombre. Son influence sur bon nombre de dessinateurs est manifeste sans que sa participation soit révélée au grand jour. Ainsi la dédicace qui figure sur la page de garde de l'ouvrage et dans laquelle Mortimer reconnaît l'écriture de Septimus, découvrant ainsi sa véritable identité, apparaît comme « un miroir tendu à la relation entre Jacobs et Van Melkebeke, où ce dernier avance masqué, tout comme le savant fou dans le récit ».

#### Attrait pour l'ésotérisme et le fantastique

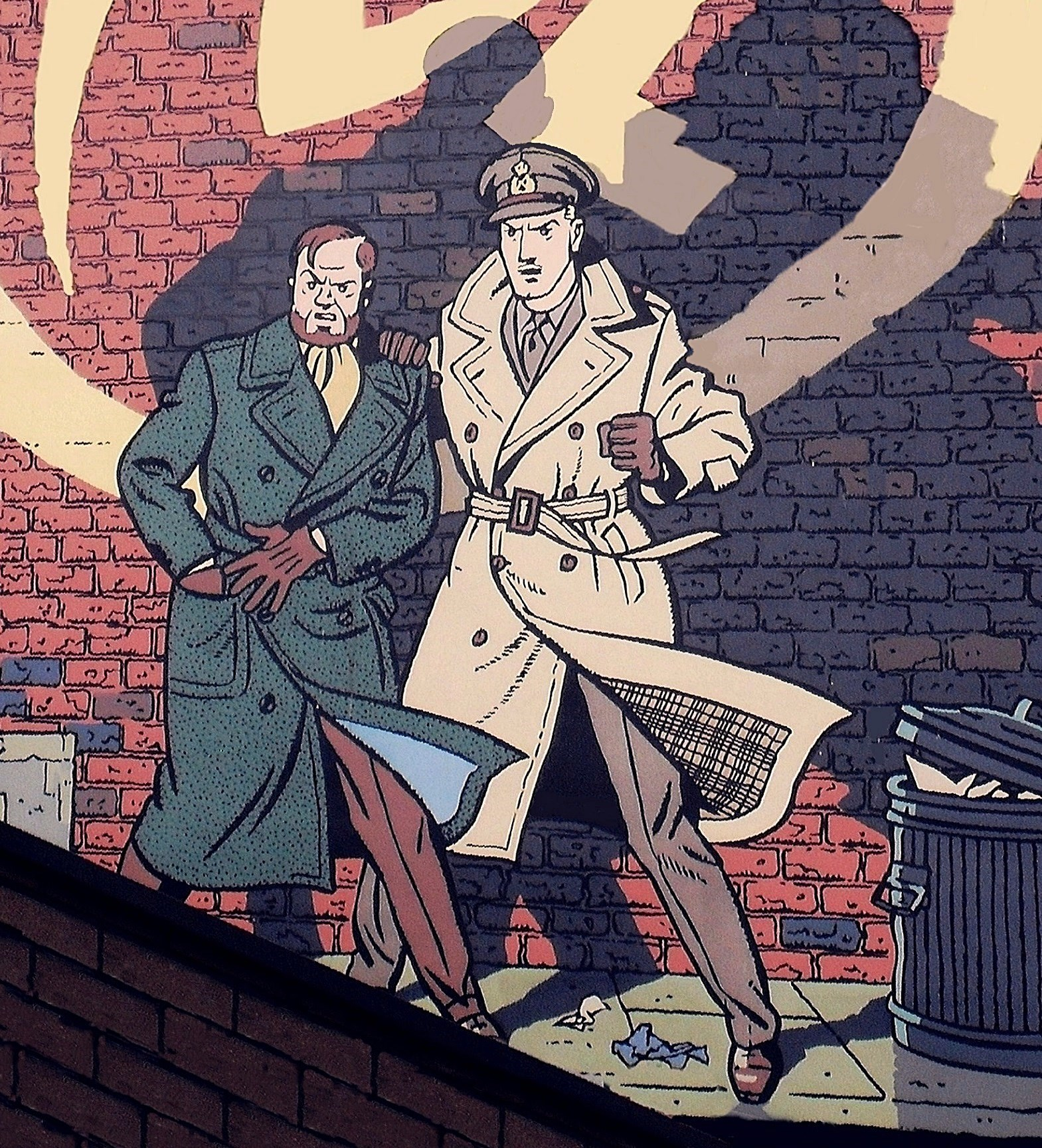
Détail de la fresque dédiée à La Marque jaune sur le parcours BD de Bruxelles.

La collaboration entre Edgar P. Jacobs et Jacques Van Melkebeke pour les aventures de Blake et Mortimer est d'autant plus fructueuse que les deux hommes partagent depuis l'enfance le même attrait pour le fantastique. Avides de mystères, ils se passionnent à la fois pour les alchimistes et les mythes des civilisations anciennes ou disparues, des éléments qui se retrouvent fort logiquement dans les albums de la série,, de même que dans leur collaboration avec Hergé pour Les Sept Boules de cristal : à travers le malheur de l'expédition Sanders-Hardmuth, la référence à la malédiction de Toutânkhamon, cet album est considéré comme l'œuvre la plus effrayante des Aventures de Tintin. Comme le soulignent François Rivière et Benoît Mouchart, « longtemps avant les lecteurs de Planète, ils s'étaient repus d'images d'architectures insolites, de stèles funéraires couvertes de signes cabalistiques, de costumes chamarrés qui, pour [Jacobs], s'apparentaient à ceux de l'opéra ».
Avec Jacques Laudy, ils pratiquent pendant leur jeunesse des séances de spiritisme et les trois hommes se font d'ailleurs la promesse que le premier à mourir devra envoyer aux autres, sous quelque forme que ce soit, une preuve de la survivance de son âme. Toutefois, Jacques Van Melkebeke n'éprouve aucun sentiment religieux : son attrait pour le paranormal, de même qu'une certaine forme d'ésotérisme, s'accompagne d'un athéisme profond.
Sur un autre plan, en tant que scénariste, Jacques Van Melkebeke se démarque par son goût de la fiction où l'imaginaire l'emporte sur la vraisemblance. Les scénarios de Hassan et Kaddour qu'il écrit pour Jacques Laudy sont critiqués par Hergé pour leur manque de réalisme. Directeur artistique du magazine Tintin, ce dernier s'oppose à leur diffusion dans ce périodique car il déplore des personnages « sans consistance, sans caractère, purement fictifs et dépourvus de vie ». Laudy et Van Melkebeke font notamment voyager leurs personnages dans le temps en les faisant évoluer à différentes périodes historiques, et n'hésitent pas à les transformer en mouches dans l'une des aventures. Sous la plume de Van Melkebeke naît ainsi un univers fantaisiste et débridé où les péripéties s’enchaînent sans cohérence logique. Dans la bande dessinée Sérafine, l'une des trois qu'il compose entièrement en assurant à la fois le texte et les dessins, le chat Hihahox est doué de parole et capable de s'envoler dans les airs à guise. Un djinn apparaît quand on lui marche sur la queue, tandis qu'un rayon de lune se matérialise pour permettre aux héros de fuir devant des soldats.
Dans son écriture, Jacques Van Melkebeke manie aussi l'ironie et l'understatement, un trait d'humour typiquement britannique qui joue sur le décalage entre l'action et le propos des héros.

#### Relations avec Hergé
La collaboration entre Hergé et Jacques Van Melkebeke pour la création du Soir-Jeunesse en 1940 fait aussitôt naître une amitié sincère entre les deux hommes. Le dessinateur est impressionné par l'immense culture et l'intelligence du peintre, qui l'assiste alors dans l'élaboration des scénarios. C'est dont tout naturellement qu'Hergé impose le nom de Jacques Van Melkebeke comme premier rédacteur en chef de Tintin en 1946, mais leurs relations se distendent après l'incarcération de ce dernier. Dès 1950, dans les lettres qu'il adresse à Hergé, Van Melkebeke se plaint de ne pouvoir le rencontrer pour avoir un « échange de vues réel » et déplore d'être ainsi coupé de son contact.
Leur rupture intervient pendant l'année 1952, quelques mois après l'accident de voiture du dessinateur et de sa femme Germaine. Grièvement blessée, cette dernière se rapproche alors de Bertje Jageneau, une voyante néerlandaise qui aurait annoncé au couple, peu avant l'accident, qu'un danger les menaçait. Bertje Jagueneau, qui ne supporte pas les plaisanteries sarcastiques de Jacques Van Melkebeke, affirme avec la plus grande conviction que son influence sur Hergé est néfaste. Un évènement paranormal aurait entraîné la rupture définitive entre les deux hommes : dans la maison de campagne d'Hergé, le portrait du créateur de Tintin peint par Van Melkebeke finit par se décrocher brusquement du mur, comme un symbole de « l'aura maléfique » que le peintre exercerait sur le dessinateur. Le tableau est remisé, de même que tous les objets offerts par Van Melkebeke à Hergé.
Mais la rupture entre Hergé et Van Melkebeke a probablement plusieurs origines. Selon Benoît Peeters, « il est probable qu'un malaise se soit installé entre les deux hommes, surtout depuis la sortie de prison de Van Melkebeke » dans la mesure où, bien que leurs activités sous l'Occupation aient été semblables, Hergé finit lavé de tous soupçons quand Van Melkebeke continue de payer lourdement sa dette envers la justice et la société. Par ailleurs, la collaboration entre Jacques Van Melkebeke et Jacques Laudy pour Hassan et Kaddour, une série burlesque et naïve à l'imaginaire débridé qui déplaît fortement à Hergé, pousse ce dernier, usant de son rôle de directeur artistique, à l'écarter du sommaire de Tintin en 1952. Enfin, le couple très libre que forme le peintre avec Ginette Van Melkebeke représente une menace pour Germaine Remi : alors que son propre mari commet certaines infidélités, l'influence de ce couple aux mœurs peu conventionnelles lui apparaît « délétère ».
Au début des années 1960, le dessinateur semble vouloir renouer les liens avec Van Melkebeke en recommandant sa fille Chantal auprès du producteur André Barret qui a pour projet de porter les Aventures de Tintin à l'écran. C'est d'ailleurs elle qui découvre sur une plage d'Ostende le jeune Jean-Pierre Talbot, à qui sera confié le rôle du héros dans Tintin et le Mystère de la Toison d'or puis Tintin et les Oranges bleues. De même, Jacques Van Melkebeke semble ignorer qu'Hergé continue à le soutenir discrètement en achetant certaines de ses toiles à titre anonyme, notamment lors des expositions à la Galerie Lécuyer, située sur l'Avenue Louise, face aux Studios Hergé. Finalement, les deux hommes ne renoueront jamais, et Van Melkebeke semble garder une rancœur à la suite de cette rupture. Il y fait allusion dans son livre Les Énigmes de la survivance, paru en 1972 : « J'ai pour ma part connu un monsieur présumé intelligent qui n'a pas hésité un seul instant à rompre avec un vieil ami sur le conseil d'une voyante qui avait détecté chez ce dernier une aura maléfique. »

### Le journaliste
Les activités de Jacques Van Melkebeke pendant les années d'occupation allemande au sein de plusieurs quotidiens propagandistes et collaborationnistes comme Le Soir ou Le Nouveau Journal sont responsables de sa condamnation après la Libération, ce qui l'oblige, jusqu'à la fin de sa vie, à poursuivre son travail sous couvert d'anonymat. Lors de sa première incarcération à la prison du Petit-Château, il tente de se justifier en rédigeant janvier 1945 un mémorandum intitulé Notes sur mon activité pendant l'Occupation. Il affirme avoir accepté de travailler pour la presse uniquement pour gagner sa vie et non par adhésion à la politique menée par l'Occupant : « Je ne me suis jamais considéré comme un journaliste professionnel. Le journalisme n'était pour moi qu'un métier que j'exerçais correctement, mais avec indifférence, parce que mon art ne pouvait hélas ! pas me faire vivre. »
Pour son biographe Benoît Mouchart, ce n'est pas par conviction politique que Van Melkebeke fait son entrée dans le journalisme pendant la Seconde Guerre mondiale, mais par opportunisme et pour subvenir à ses besoins : « Van Melkebeke est le contraire d'un idéologue et la politique, qu'elle soit belge ou internationale, ne l'intéresse pas. » Après des années marquées par des difficultés financières et un certain manque de reconnaissance de son travail, il savoure l'opportunité de publier ses dessins dans un journal largement diffusé. Ses premiers articles dans Le Soir ne se chargent d'aucune considération politique mais il fait preuve d'une certaine naïveté dans la mesure où ses propres écrits, consacrés au cinéma, à l'art ou à la jeunesse, voisinent avec des tribunes engagées, parfois ouvertement antisémites : « Il faut que j'affirme que même à cette époque, je parcourais les journaux en diagonale, sans jamais lire les articles politiques qui m'ont toujours inspiré un invincible ennui et un profond dégoût, et que je n'ai jamais réalisé effectivement que mes articles paraissaient à côté de textes tendancieux. »

## Hommages en bande dessinée

### Van Melkebeke représenté par Hergé
Comme une sorte de dédicace ou de récompense pour son apport dans l'élaboration du scénario de plusieurs Aventures de Tintin, Jacques Van Melkebeke est dessiné à plusieurs reprises par Hergé, qui l'insère parmi les figurants de ses albums. Ainsi Van Melkebeke apparaît pour la première fois dans un strip du Secret de La Licorne publié dans Le Soir le 17 juin 1942 et repris dans la deuxième planche de l'album paru quelques mois plus tard. Il est représenté comme un homme feuilletant un livre devant l'étal d'un brocanteur du Vieux Marché de la place du Jeu de Balle à Bruxelles.
Van Melkebeke est de nouveau représenté lors du travail de refonte et de mise en couleurs des premiers albums de la série, opéré par Hergé et Edgar P. Jacobs. Il apparaît ainsi dans la première image de la première planche de Tintin au Congo, parmi les journalistes recueillant les déclarations de Tintin avant son départ pour l'Afrique, puis dans la dernière image de la 59e planche du Sceptre d'Ottokar, parmi les hauts dignitaires qui assistent à la décoration de Tintin par le roi Muskar XII. Sa femme Ginette figure d'ailleurs à ses côtés dans cette même image,. Jacques Van Melkebeke est représenté une dernière fois dans Les Sept Boules de cristal, un récit pour lequel il fournit de nombreux éléments de scénario. Il est dessiné derrière le général Alcazar parmi les passagers prêts à embarquer pour l'Amérique du Sud. Cette case, présente dans la 57e planche de l'album, est prépubliée dans Tintin le 14 novembre 1946.

### Autre évocation
En 1981, le dessinateur français Yves Chaland rend hommage au rôle méconnu de Jacques Van Melkebeke dans l'ombre des grands auteurs de l'école franco-belge. Dans un épisode du Jeune Albert publié dans le no 59 de la revue Métal hurlant, paru en janvier 1981, il met en scène un auteur maudit poursuivi par la malchance et exploité par les éditeurs, qu'il baptise du nom de « Van Melckebeek ».

#### Œuvres de Jacques Van Melkebeke
- Imageries bruxelloises, Marechal, 1941, 201 p., ouvrage réédité en 1991 sous le titre Bruxelles au bon vieux temps : Imageries Bruxelloises, Libro-Sciences, 204 p.
- Les Énigmes de la survivance, Marabout, coll. « Univers secrets » (no 397), 1972, 320 p., ouvrage signé sous le pseudonyme Jacques Alexander.

#### Biographies et ouvrages consacrés à la bande dessinée
- Philippe Biermé, Edgar P. Jacobs et les deux Jacques, éd. Fondation Edgar P. Jacobs, 2007, 126 p. (ISBN 978-2-9600681-0-8).
- [Mouchart 2014] Benoît Mouchart, À l'ombre de la ligne claire : Jacques Van Melkebeke entre Hergé et Jacobs, Bruxelles, Les Impressions nouvelles, 2014, 221 p. (ISBN 978-2-87449-228-0).  édition revue et augmentée de l'ouvrage À l'ombre de la ligne claire : Jacques van Melkebeke, le clandestin de la BD, Paris, Vertige Graphic, 2002, 175 p. (ISBN 978-2-908981-71-1, OCLC 300741741, BNF 38912109, présentation en ligne).
- [Mouchart et Rivière 2021] Benoît Mouchart et François Rivière, Edgar P. Jacobs : Un pacte avec Blake et Mortimer, Bruxelles, Les Impressions nouvelles, 2021, 384 p. (ISBN 978-2-87449-890-9, présentation en ligne).
- [Peeters 2011] Benoît Peeters, Hergé, fils de Tintin, Paris, Flammarion, coll. « Champs biographie », 2011 (1re éd. 2002), 642 p. (ISBN 9782081267893, OCLC 52812831, présentation en ligne).
- Jean Knoertzer, Le mystère Edgar P. Jacobs, 2021, 135 p. (ISBN 978-2-379165610).